# Taylor Swift
Taylor Alison Swift (West Reading, 13 dicembre 1989) è una cantautrice e imprenditrice statunitense, l'artista di maggior successo commerciale del XXI secolo in patria secondo Billboard.

È l’artista dal vivo con i maggiori incassi, la musicista donna più ricca della storia e una delle cantanti più vendute di tutti i tempi.

Firma di Taylor Swift

Riconosciuta come una figura di spicco nella storia della musica country e pop, con vendite stimate di 200 milioni di copie a livello globale tra album e singoli, è una degli artisti di maggior successo discografico nell'era digitale. È la prima artista in assoluto a ricevere il Global Recording Artist of the Year dell'IFPI, riconoscimento assegnato per il maggior numero di vendite globali, per cinque anni (di cui tre consecutivi a partire dal 2022).
È la solista con più settimane (86 in tutto) trascorse alla prima posizione della classifica Billboard 200 nella storia: ha infatti superato il primato femminile precedentemente detenuto da Whitney Houston (46) e il record maschile appartenuto ad Elvis Presley (67). All'interno della stessa classifica occupa il secondo posto come artista con più settimane trascorse in prima posizione in assoluto, dietro solamente ai Beatles (132). La stessa rivista l'ha eletta anche la più grande pop star del XXI secolo, e la seconda migliore pop star soltanto dietro a Beyoncé.
Nel 2023 Swift è stata eletta persona dell'anno da Time, diventando la prima intrattenitrice nella storia a ricevere tale titolo. È stata l'artista più ascoltata sia nel 2023, con oltre 29 miliardi di riproduzioni (il massimo per qualunque artista in un anno solare), che nel 2024, con oltre 26 miliardi di riproduzioni.

## Biografia

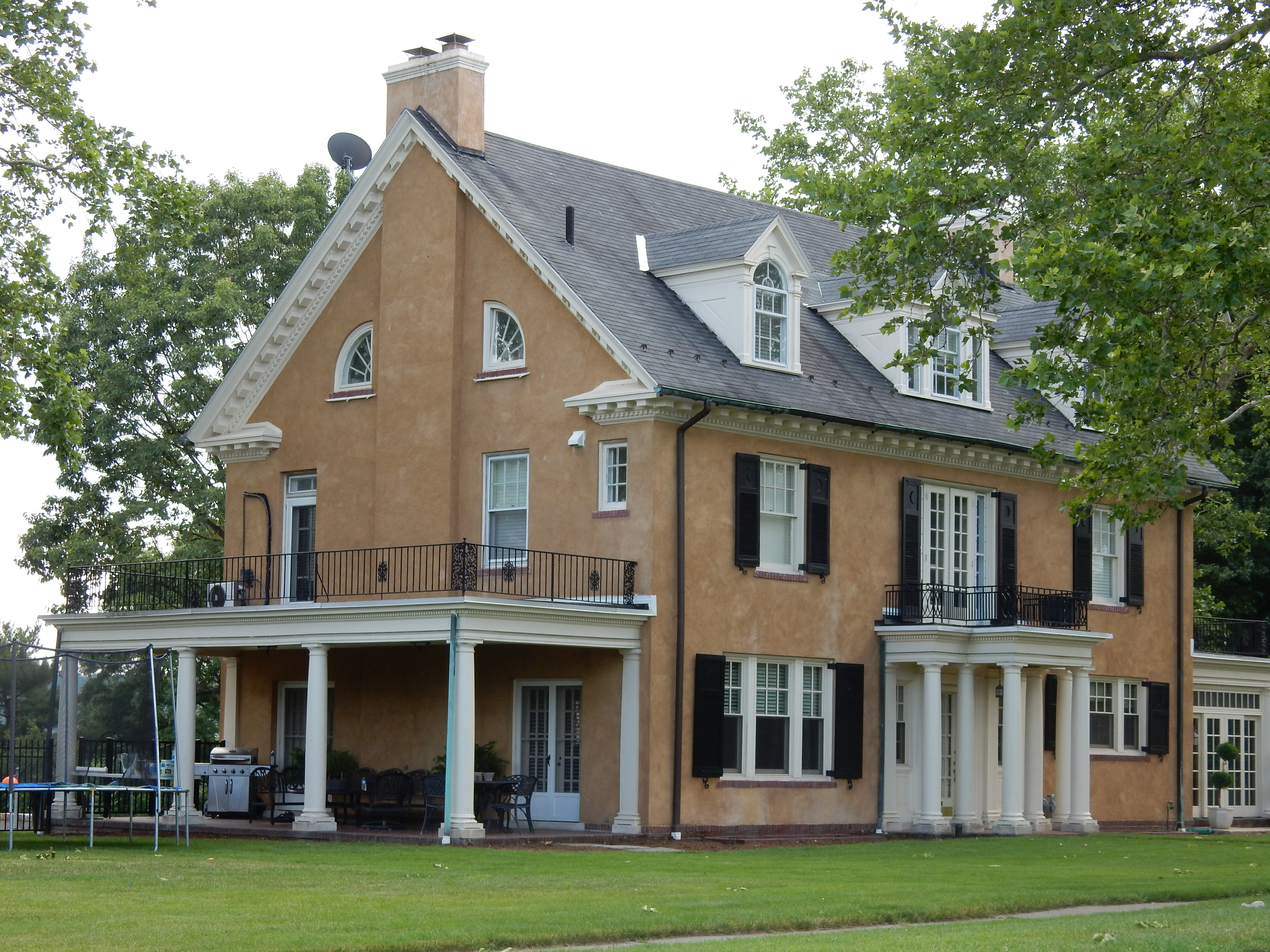
78 Grandview Boulevard a Reading (Pennsylvania), casa natale di Taylor Swift, in cui l'artista ha vissuto fino all'età di 14 anni

Taylor Alison Swift nasce il 13 dicembre 1989 a West Reading, Pennsylvania (USA), da Scott Kingsley Swift, ex agente di cambio di Merrill Lynch, e Andrea Gardner Finlay (casalinga, figlia della cantante d'opera e personalità della TV americana Marjorie Finlay). Cresce insieme a suo fratello Austin Kingsley (nato l'11 marzo 1992) in una fattoria di Reading.
Si appassiona alla musica country a 6 anni, quando ascolta per la prima volta George Strait, gli Alabama e Dolly Parton, ma la sua prima vera passione è la poesia: legge componimenti di Shel Silverstein e libri di Dr. Seuss. Dichiarerà anni dopo a Rolling Stone: «La poesia è ciò che mi ha trasformata in una cantautrice».
A 9 anni entra a far parte della compagnia teatrale per bambini Theatre Kids Live di Kirk Cremer, con la direzione del drammaturgo Alexander Swordinger. Affascinata dalla recitazione e dalla musica, è indecisa su quale strada intraprendere; Cremer la spinge verso una carriera musicale e le trova un locale dove esibirsi. All'età di 12 anni, con l'aiuto di un riparatore di computer, impara a suonare qualche accordo alla chitarra. Si diletta nella composizione e scrive la sua prima canzone, intitolata Lucky You.

### Prime esperienze artistiche
All'età di 11 anni, accompagnata dalla madre, va per la prima volta a Nashville, dove prende lezioni di canto da Brett Manning. Speranzosa di ottenere un contratto discografico, distribuisce una demo di canzoni in karaoke da lei interpretate ad ogni etichetta presente nel music row di Nashville. Riceve svariati rifiuti, non solo dalle case discografiche ma anche dai suoi pari. Al ritorno in Pennsylvania canta allo US Open Tennis Tournament, attirando molte attenzioni. Una persona in particolare viene colpita dal suo talento: Dan Dymtrow, allora manager di Britney Spears, che decide di seguire la precoce cantante nella sua carriera. Dopo due anni viene contattata dalla RCA Records, con cui lavora per qualche tempo. Per facilitare il suo ingresso nel business musicale, nel 2004 i genitori decidono di trasferirsi a Handersonville, Tennessee. Lì scrive The Outside, che viene inserita nella raccolta della Maybelline, Chicks with Attitude, un disco contenente brani di giovani talenti emergenti.
Nel maggio del 2005 viene ingaggiata come autrice di canzoni dalla SONY/ATV Tree, la più giovane mai assunta dalla società. A quindici anni rifiuta di rinnovare per un altro anno il contratto con la RCA, in quanto l'etichetta non le permette di registrare le canzoni da lei composte. Continua ad esibirsi a Nashville, e qui, al Bluebird Cafe, riesce a catturare l'attenzione di Scott Borchetta, che le propone di essere la prima artista della sua casa discografica appena fondata, la Big Machine Records, etichetta per cui Taylor lavorerà fino al 19 novembre 2018.

### 2006-2008:Taylor SwifteBeautiful Eyes

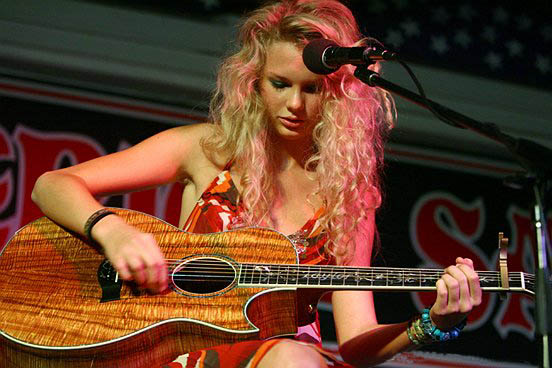
Taylor Swift durante un'esibizione nel 2006

Firmato il contratto con la Big Machine Records, dopo le lezioni a scuola registra i brani del suo primo album in studio. La prima canzone incisa, Tim McGraw, è poi divenuta il suo singolo di debutto. Emozionata per il lancio del primo singolo, trascura gli studi che poi lascia definitivamente per dedicarsi all'incisione delle undici tracce che comporranno l'album Taylor Swift. Riprende a studiare privatamente e si diploma qualche anno dopo.

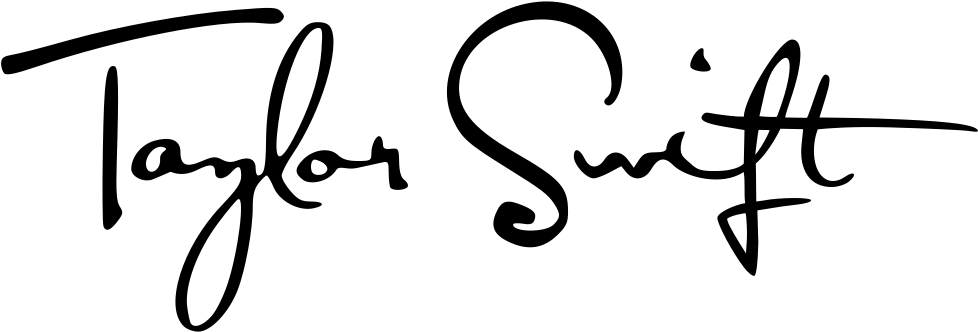
Logo di Taylor Swift

Il 24 ottobre dello stesso anno la BMR pubblica il suo primo album, Taylor Swift, che riceve un buon riscontro negli Stati Uniti, debuttando alla posizione diciannove della Billboard 200 e vendendo 39 000 copie nella prima settimana. Il lavoro di Taylor Swift è diverso da quello di altri artisti country che hanno ottenuto il suo stesso successo: come scrive Jack Lowe di About, è una fusione di country tradizionale e moderno. Inoltre, Taylor Swift è l'album con la più lunga permanenza nella Billboard 200 del decennio 2000-2010, in classifica per 257 settimane. Nel complesso l'album rimane nella classifica statunitense per 283 settimane e vende oltre 11 milioni di copie nel mondo.
Come secondo singolo viene scelto Teardrops on My Guitar, lanciato sul mercato il 24 febbraio 2007. Il brano raggiunge la posizione numero due della Country Songs e la trentatré della Billboard Hot 100; viene ri-distribuito verso la fine del 2007 con un remix pop che lo porta alla posizione tredici della Billboard Hot 100 e alla undici della Pop Songs.
Nell'ottobre 2007 le capacità compositive di Taylor Swift vengono onorate dalla Nashville Songwriters Association International con il premio "Compositrice e artista dell'anno", la più giovane ad averlo mai ricevuto. Nel novembre dello stesso anno viene premiata dalla Country Music Association con il "CMA Horizon Award", il premio per il miglior artista emergente, e si esibisce durante la cerimonia con Our Song, il terzo singolo estratto da Taylor Swift, che raggiungerà la vetta della classifica country statunitense nella settimana del 22 dicembre 2007. Our Song ottiene la prima posizione della Country Songs, classifica basata sul successo radiofonico dei vari brani, saltando di cinque posti dalla sesta, dove si trovava la settimana precedente; è il più rapido e grande passaggio alla numero uno dal gennaio 1998, quando anche Just to See You Smile di Tim McGraw fece lo stesso balzo. Our Song trascorre sei settimane al primo posto della classifica country e arrivata alla posizione 16 della Billboard Hot 100 e alla 24 della Pop 100.

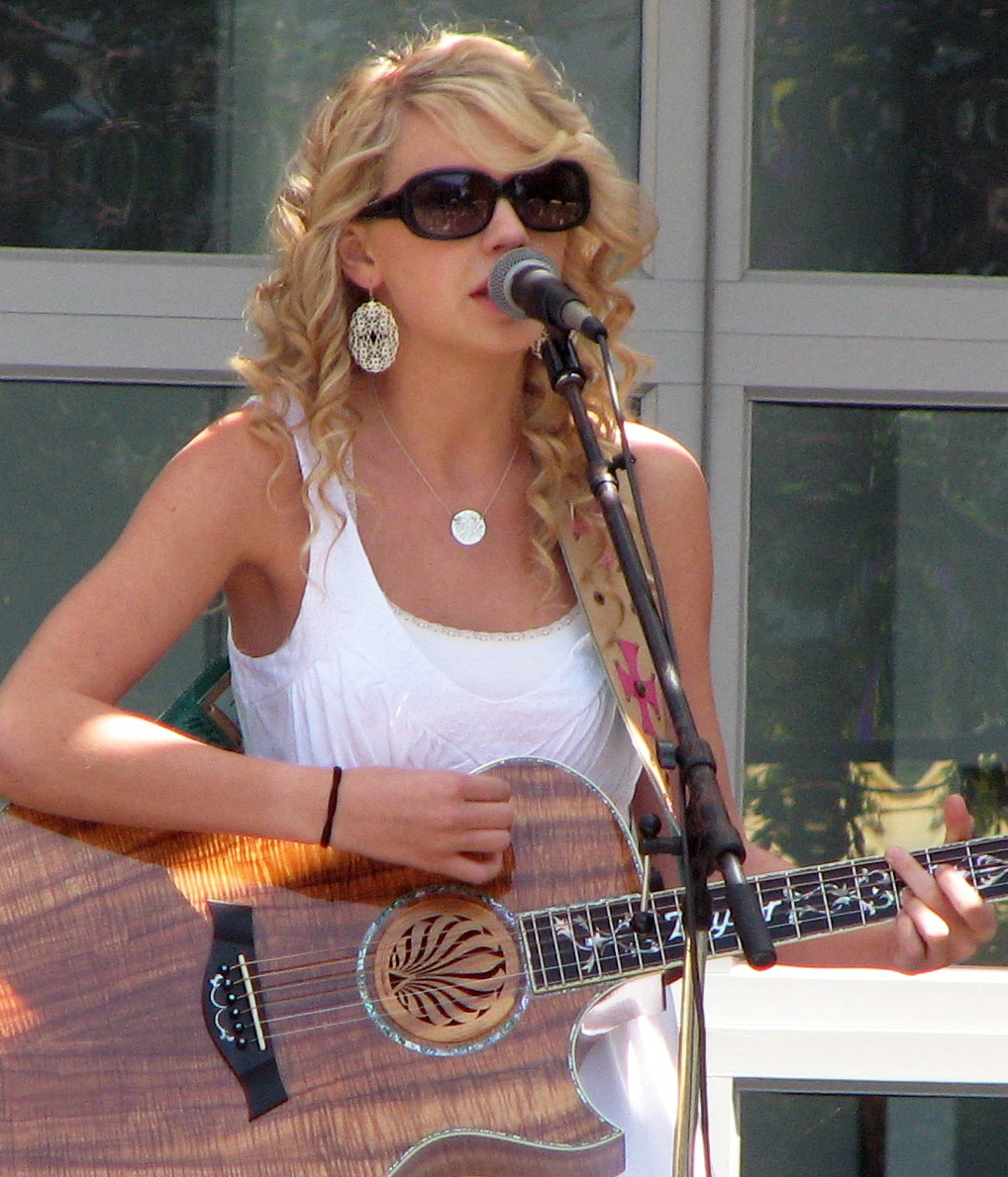
Taylor Swift si esibisce alla sede di Yahoo! a Sunnyvale, in California, nel 2007

Swift registra un EP natalizio, Sounds of the Season: The Taylor Swift Holiday Collection, pubblicato nell'ottobre 2007. L'album è composto da interpretazioni di classici quali Last Christmas, White Christmas, Santa Baby e Silent Night, più due brani originali scritti dalla cantante, intitolati Christmases When You Were Mine e Christmas Must Be Something More. L'EP ha discreto successo negli Stati Uniti, dove raggiunge la top venti della Billboard Hot 100, la classifica country e della classifica degli album natalizi. L'anno seguente arriva una nomination ai Grammy Award del nella categoria "Migliore artista emergente", premio andato poi a Amy Winehouse. Il successivo singolo, il fortunato Picture to Burn, è il quarto ad essere estratto dal suo album di debutto. La canzone viene lanciata all'inizio del 2008 e la sua ascesa culmina alla terza posizione della Billboard Country Songs in primavera. Il 15 gennaio 2008 esce l'EP Live from Soho, contenente sei suoi successi cantati live e due inediti.
Nell'aprile del 2008, alla decima edizione degli Annual Young Hollywood Award, riceve il premio Superstar of Tomorrow, diventando la prima musicista nella storia a vincere in tale categoria. La Big Machine Records sceglie come singolo di chiusura dell'album Should've Said No, pubblicato il 19 maggio 2008. Il brano viene eseguito live alla 43ª edizione degli Academy of Country Music Award. Verso la fine della canzone la cantante stupisce il pubblico con una cascata d'acqua sul palco (a quanto dice, avrebbe desiderato fare un'esibizione con acqua sul palco e cambio d'abiti sin da quando aveva dieci anni). Quella stessa sera vince l'Academy of Country Music Award come Miglior artista emergente. Dell'album di debutto viene messa in commercio anche una versione deluxe, che include tre brani inediti: I'm Only Me When I'm with You, Invisible e A Perfectly Good Heart.
Nell'estate 2008 viene pubblicato Beautiful Eyes, un EP venduto esclusivamente nella catena di negozi Walmart. Contiene due brani inediti e versioni alternative dei successi di Taylor Swift. Con 45 000 copie vendute nella sua prima settimana, l'album debutta al primo posto della Billboard Top Country Albums e al nono nella Billboard 200. Con Taylor Swift al secondo posto nella stessa settimana, è la prima artista a mantenere le prime due posizioni della Top Country Albums da quando LeAnn Rimes fece lo stesso nel 1997.
Quell'anno il New York Times definisce Taylor Swift «una delle migliori autrici del pop, il personaggio più dotato di senso pratico della scena country e più in contatto con la propria vita interiore rispetto alla maggior parte degli adulti».

### 2008-2009: Spider-man eFearless

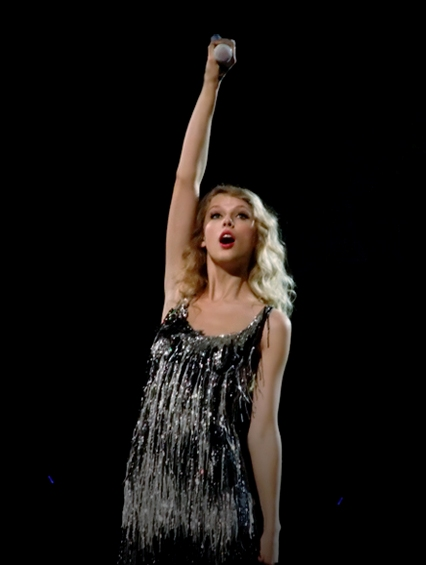
Taylor Swift durante una tappa australiana del Fearless Tour nel 2010

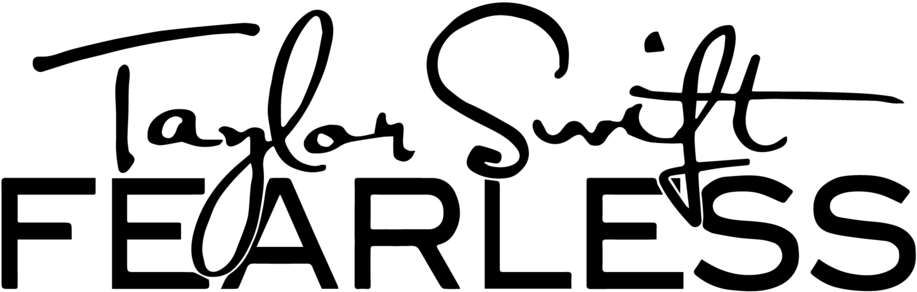
Logo di Fearless

L'11 novembre 2008 viene pubblicato il secondo album, Fearless, che raggiunge il primo posto nella Billboard 200. È il primo album di un'artista femminile nella storia della musica country a rimanervi al primo posto per almeno undici settimane. In sette giorni vende 592 304 copie. White Horse, il brano più malinconico, esce come singolo l'8 dicembre 2008 (l'anteprima del video il 7 febbraio 2009) e sale in vetta alla classifica country statunitense.
You Belong with Me, pubblicato il 4 novembre 2008 su iTunes a scopo promozionale e il 21 aprile 2009 come singolo effettivo, riscuote un notevole successo in patria, si piazza alla terza posizione in Canada e alla quinta in Australia e in Nuova Zelanda. Certificato disco di platino in quattro Paesi, sei volte nei soli Stati Uniti, vende oltre 3 800 000 copie e viene nominato alla 52ª edizione dei Grammy Award nelle categorie Canzone dell'anno, Registrazione dell'anno e Miglior interpretazione vocale femminile pop.

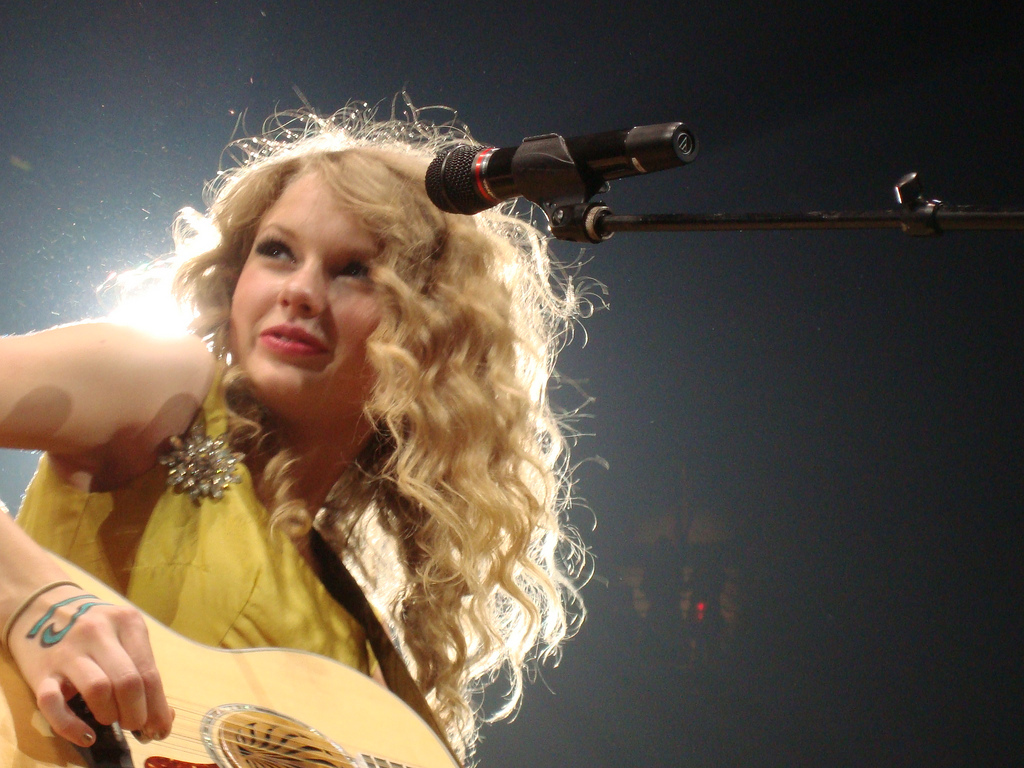
Taylor Swift interpreta The Best Day durante una tappa del Fearless Tour nel 2010

Pluripremiata dalle associazioni di musica country come l'Academy of Country Music e la Country Music Association: in tutto nove premi, tra cui l'Academy's Crystal Milestone Award, assegnato per aver venduto più album di qualsiasi altro artista di qualsiasi genere in tutto il 2008 e per il successo mondiale di Love Story, e l'International Artist Achievement Award, destinato ad artisti eccelsi che hanno dato un grande contributo alla musica country. Sbanca anche gli American Music Award vincendo cinque premi: Artista dell'anno, Miglior album country, Artista femminile pop/rock, Artista femminile country e Artista adult contemporary. Love Story è la canzone country più venduta della storia.
A gennaio 2009 Swift annuncia il suo primo tour promozionale, inizialmente in 54 città in 39 stati e province tra Stati Uniti e Canada. A giugno la seconda parte del tour con destinazione Oceania, Europa e Asia. Si aggiungono poi altre 37 date al Fearless Tour per il Nord America, da marzo a giugno 2010. Fearless è l'album più venduto del 2009 negli USA (più di 3 200 000 copie). La cantante si assicura la prima e seconda posizione alla Nielsen's BDS Top 10 delle canzoni più ascoltate in radio dell'anno di tutti i generi, rispettivamente con You Belong with Me e Love Story. L'album rimane per oltre 190 settimane (quasi quattro anni) sulla Billboard 200.
Dopo la pubblicazione del suo secondo album Taylor Swift registra una nuova canzone, Crazier, inclusa nella colonna sonora del film in cui ha avuto un piccolo ruolo, Hannah Montana: The Movie. Il brano è 14° nella Billboard Hot 100.

### 2010-2011:Speak Now

Logo di Speak Now

Il 19 gennaio 2010 esce su iTunes Today Was a Fairytale, contenuto nella colonna sonora del film Appuntamento con l'amore; debutta alla seconda posizione della Billboard Hot 100 registrando nella prima settimana oltre 325.000 vendite. Grazie a questo brano, Swift consegue un altro record, quello di artista femminile con maggior numero di download nella prima settimana, superato a gennaio 2011 da Britney Spears e il mese successivo da Lady Gaga.

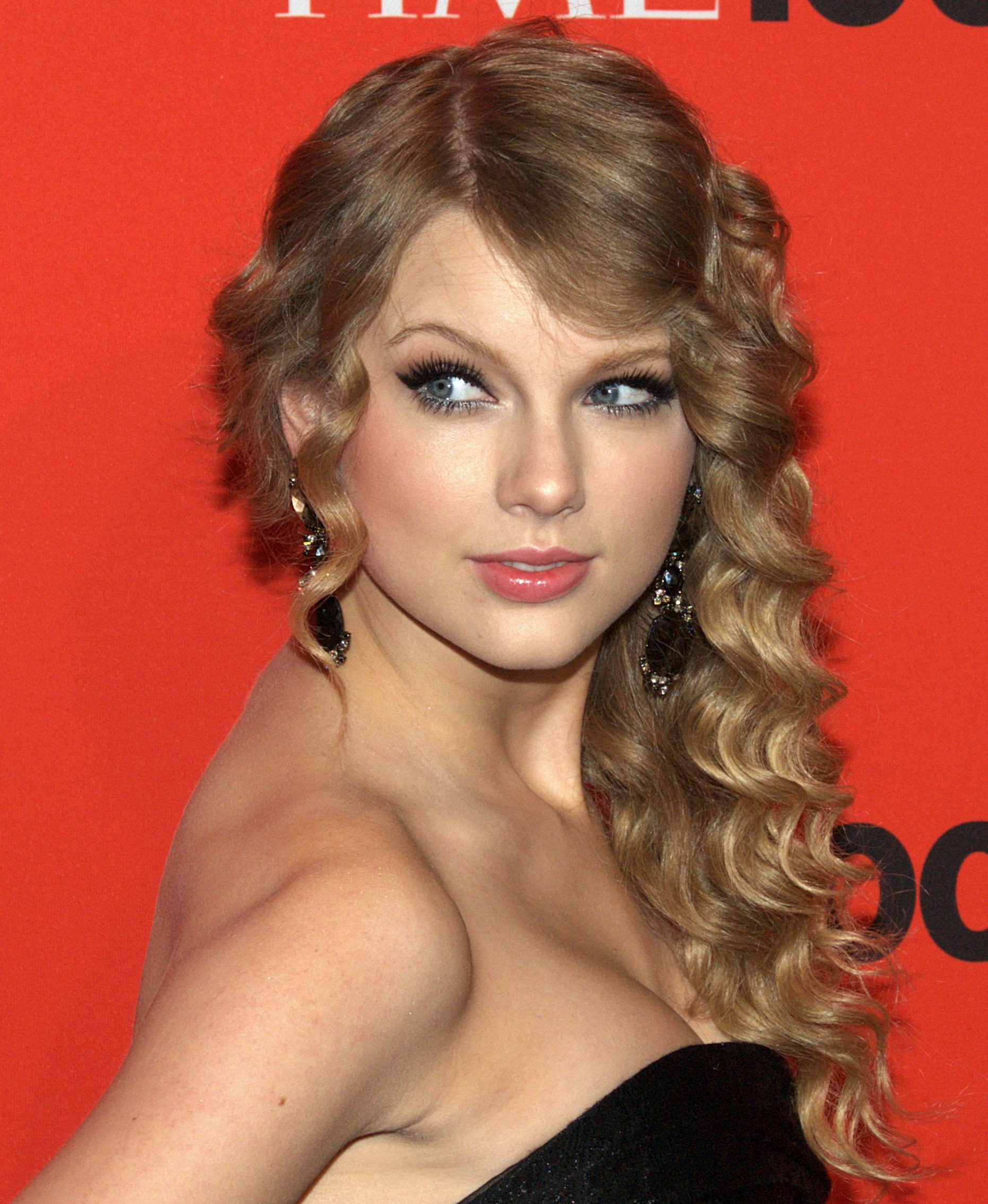
Taylor Swift al Time 100 2010

Speak Now, il terzo album in studio di Swift, viene messo in commercio il 25 ottobre 2010. Tutti i brani sono scritti dalla cantante, che cura la produzione affiancata da Nathan Chapman. È il miglior debutto di un'artista country nella storia: oltre 1 milione di download nella prima settimana. Nel 2011 Swift entra nel Guinness World Record per "la più veloce vendita digitale" con Speak Now e per il maggior numero di canzoni in classifica simultaneamente di un'artista femminile. Il primo singolo estratto dall'album, Mine, debutta alla posizione numero 3 della Billboard Hot 100, in seguito raggiunge la prima posizione dei singoli più venduti su iTunes in sole cinque ore, stabilendo un nuovo primato. Sulla scia del successo di Mine viene pubblicato il secondo singolo, Back to December, posizione numero 6 della classifica statunitense. Swift si esibisce con il brano in molte occasioni, tra cui le cerimonie della consegna dei Country Music Association Awards e degli American Music Award. Dall'album vengono estratti come brani promozionali Speak Now e Mean. Il 7 marzo 2011 Mean viene pubblicato come singolo.

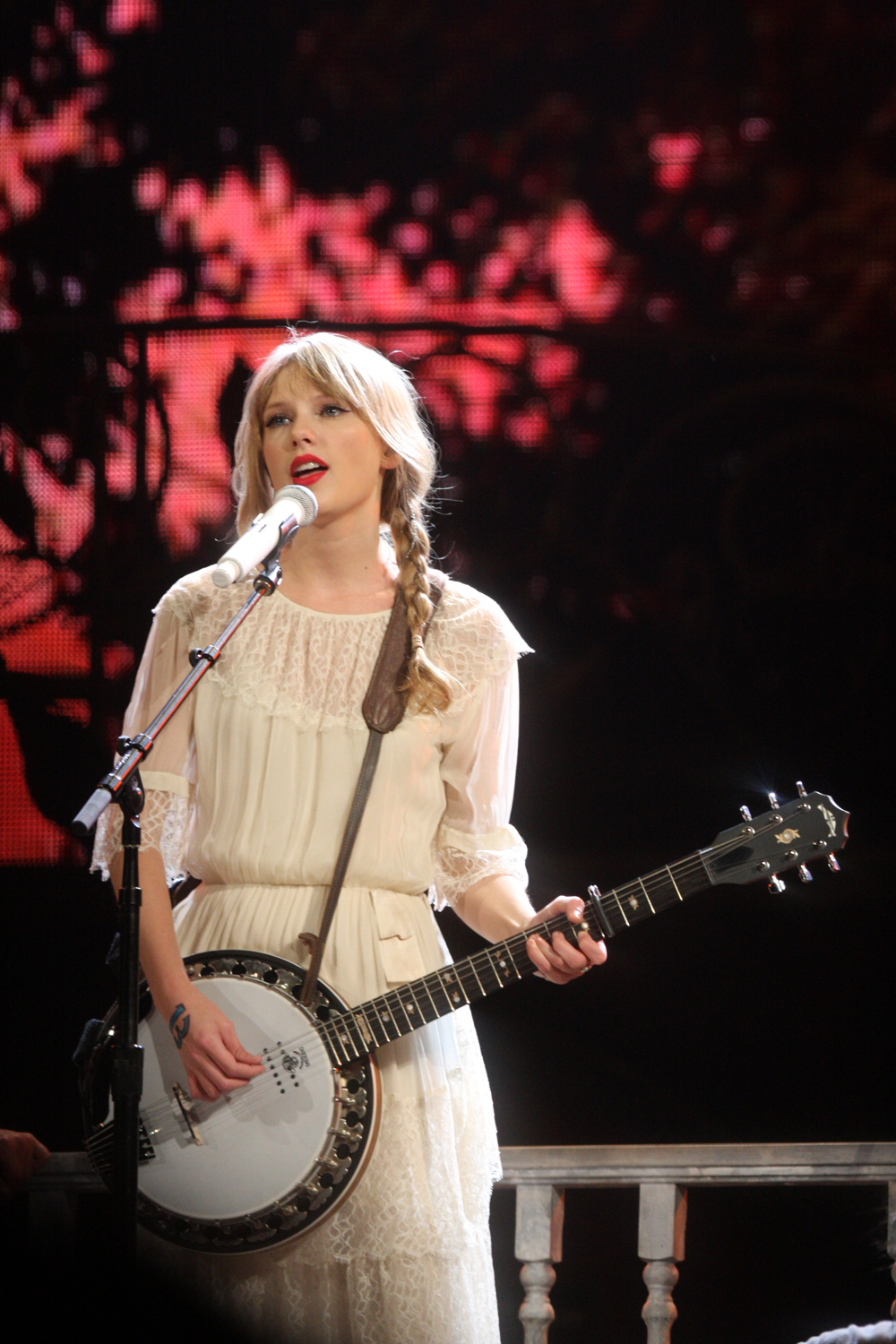
Taylor Swift durante la tappa di Sydney dello Speak Now World Tour (2012)

Il 23 maggio 2011 Taylor vince Billboard Music Award nelle categorie Top Billboard 200 Artist, Top Country Artist e Top Country Album grazie a Speak Now. A giugno appare nella lista Queen of Pop della rivista Rolling Stone, che contiene sedici cantanti donne di maggior successo degli ultimi anni, scelte in base alle vendite, alle visualizzazioni su YouTube, alle classifiche e alla popolarità.
Ad agosto esce il video del quarto singolo, Sparks Fly, che registra oltre 400.000 visualizzazioni nella prima settimana e ottiene la posizione numero 17 della Billboard Hot 100 e la 3 della Country Songs.
Il 21 novembre 2011 viene pubblicato l'album live Speak Now: World Tour Live con 17 esibizioni dal vivo della cantante registrate durante una tappa nordamericana. A ottobre 2011Forbes stila l'Entertainment's Highest Earning Women, una classifica delle donne che hanno guadagnato di più nell'ultimo anno; la cantante si posiziona al quarto posto alla pari di Gisele Bündchen, Ellen DeGeneres e Judy Sheindlin grazie ad un bottino di 45 milioni di dollari. Nello stesso mese appare nello show Hamish & Andy con l'inedito Chaperone Dads.
L'8 novembre 2011 escono come singoli promozionali due canzoni disponibili solo su iTunes, If This Was a Movie e Superman; debuttano rispettivamente alle posizioni 10 e 26 della Billboard Hot 100. In seguito entreranno nella tracklist della riedizione di Speak Now, intitolata Speak Now International Deluxe Edition. Il sesto singolo, Ours, contenuto nella ristampa di Speak Now, debutta alla posizione numero 13 della Billboard Hot 100.
Oltre alla carriera da cantante, a partire dal 2011 Swift realizza profumi: Wonderstruck (2011), Wonderstruck Enchanted (2012), Taylor (2013), Taylor - Made of Starlight (2014) e Incredible Things (2014).

### 2012-2013:Rede la colonna sonora perHunger Games

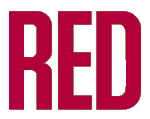
Logo di Red

Il 23 dicembre 2011 la cantante scrive su Twitter: «Sono molto emozionata, è qualcosa su cui ho lavorato per molto tempo, e vedrà la luce molto presto.» riferendosi al suo imminente album. Alcune ore dopo annuncia la collaborazione con i Civil Wars per il brano Safe & Sound, incluso nella colonna sonora di The Hunger Games. Il brano entra nella Billboard Hot 100 (posizione 30) e nella Canadian Hot 100 (posizione 33). Nel gennaio del 2012 Swift è 78ª nella Billboard Power 100, classifica delle persone più influenti del mondo della musica. L'8 gennaio 2012 viene eletta la quinta artista con più download nella storia: 41.821.000 vendite digitali. Il 27 marzo 2012 pubblica Eyes Open, altro brano tratto dalla colonna sonora del film The Hunger Games, che raggiunge la diciannovesima posizione della Billboard 200.

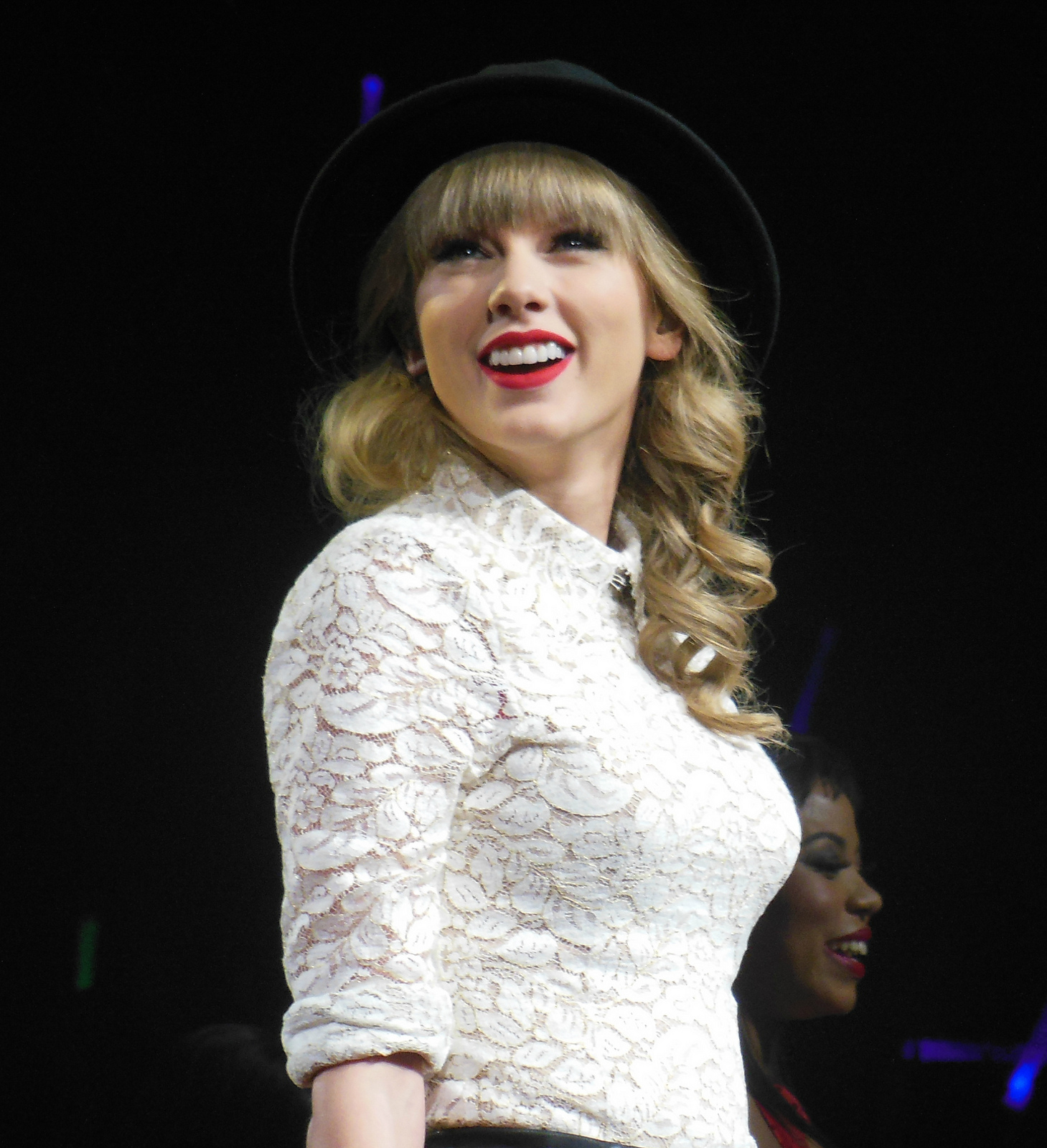
Taylor Swift in concerto a Saint Louis (Missouri) durante una tappa del Red Tour nel 2013

Il 22 maggio 2012 il singolo Both of Us del rapper B.o.B vede la partecipazione di Taylor Swift; raggiunge la posizione numero 18 della Billboard Hot 100. A giugno, in concomitanza con l'uscita del video di Both of Us, Speak Now risulta alla 45ª posizione nella lista dei 50 album femminili migliori della storia, stilata dalla rivista Rolling Stone.
Il 13 agosto 2012, durante la live chat organizzata su YouTube per i fan, la cantante annuncia l'uscita ad ottobre del quarto album in studio, Red, e la pubblicazione del primo singolo, We Are Never Ever Getting Back Together, reso disponibile per il download digitale nello stesso giorno. Tale singolo è il primo a raggiungere la prima posizione negli Stati Uniti. La promozione del quarto album è incalzante: il 25 settembre e poi ogni lunedì di ottobre, Swift presenta a Good Morning America un brano inedito di Red pubblicato poi nella stessa giornata o in quella successiva come singolo o singolo promozionale fino alla pubblicazione dell'album completo, avvenuta il 22 ottobre. Con questa iniziativa la cantante presenta quattro brani: Begin Again, Red, I Knew You Were Trouble e State of Grace.

### 2014-2016:1989e ilThe 1989 World Tour

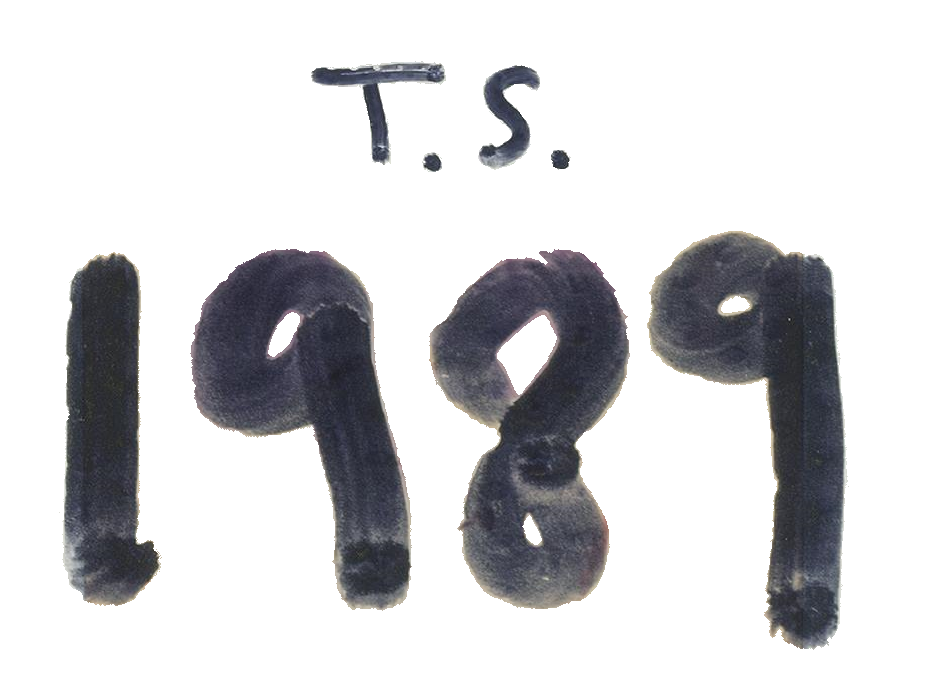
Logo di 1989

In una live chat il 18 agosto su Yahoo! la cantante presenta il suo nuovo album in studio, 1989, in uscita il 27 ottobre 2014, e il primo singolo estratto, Shake It Off, il videoclip del quale viene pubblicato lo stesso giorno. L'album si rivela un enorme successo e con oltre 37 milioni di copie vendute in tutto il mondo supera i quattro album precedenti.
Il 13 ottobre 2014 tocca ad Out of the Woods, singolo promozionale estratto da 1989; il relativo videoclip viene presentato un anno dopo al Dirk Clark's New Year's Rockin' Eve alla vigilia del 2016. Il 21 ottobre 2014 esce il secondo singolo promozionale Welcome to New York.

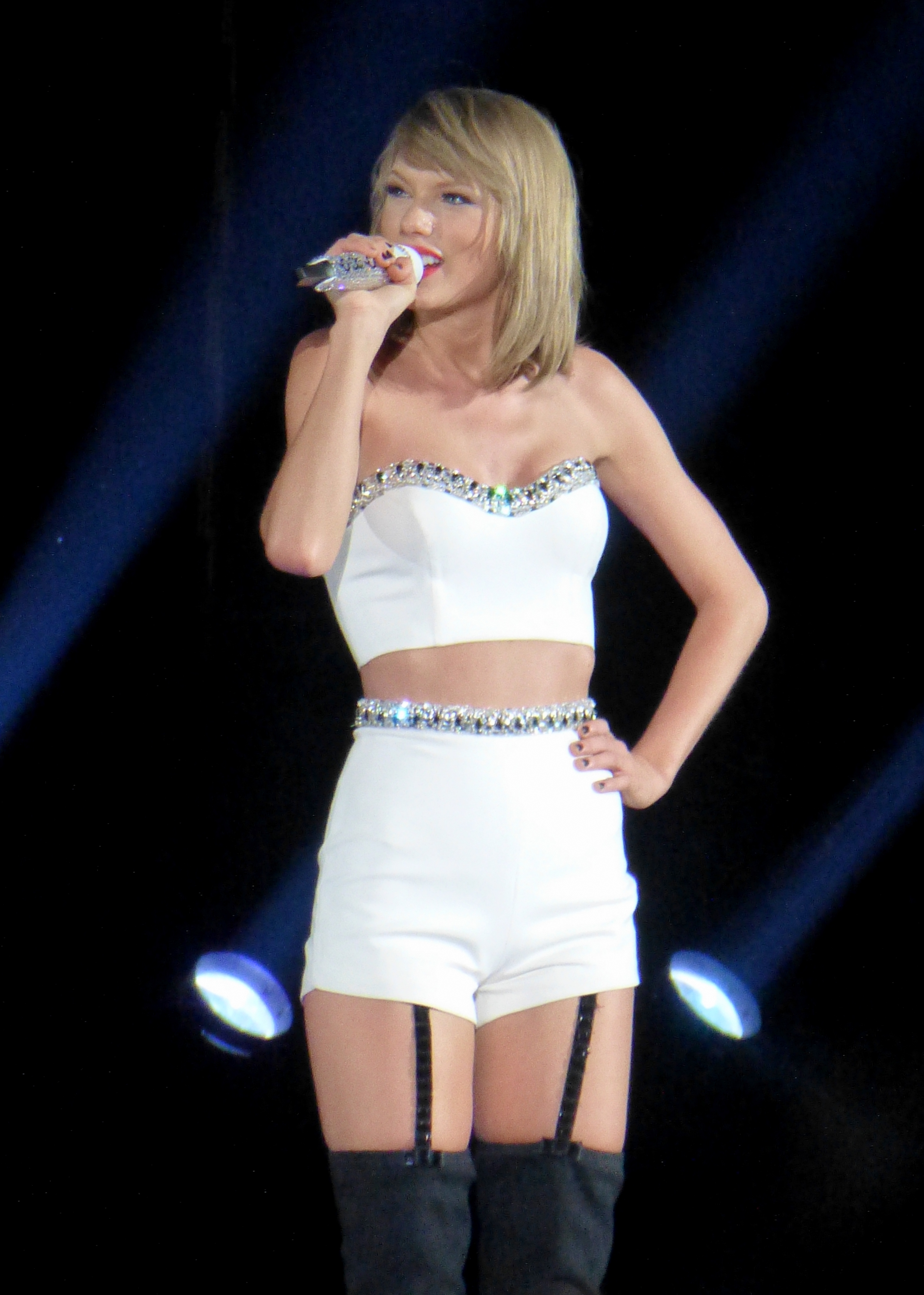
Taylor Swift a Detroit il 30 maggio 2015 durante il suo The 1989 World Tour

Il 10 novembre 2014 il secondo estratto dal nuovo album Blank Space, appena uscito, subentra nella prima posizione della Billboard Hot 100 a Shake It Off. Swift diventa così la prima donna di sempre a sostituire se stessa in vetta alla classifica americana. Il 23 novembre 2014 riceve il Dick Clark Award for Excellence durante gli American Music Award. Nel dicembre 2014 il singolo Shake It Off riceve due nomination ai Grammy Awards nelle categorie di Record of the Year e Song of the Year e alla cantante viene conferito per la seconda volta il premio Billboard Music Award for Woman of the Year.
Il 13 febbraio 2015 pubblica il terzo singolo estratto da 1989 intitolato Style, che raggiunge la sesta posizione della Billboard Hot 100. Il 17 maggio 2015 viene pubblicato il video del quarto singolo Bad Blood con ben 17 star della moda, della musica e del cinema, tra cui anche l'attrice, cantante e stilista Selena Gomez, che interpreta l'antagonista di Taylor Swift. Bad Blood entra nella storia come il video più visto in 24 ore: 20,1 milioni di visualizzazioni in un solo giorno.
Il nuovo tour The 1989 World Tour, con tappe in Giappone, Stati Uniti, Canada, Regno Unito, Irlanda, Germania, Paesi Bassi e Australia, impegnerà Taylor tra maggio a dicembre 2015. HAIM, Vance Joy, Shawn Mendes e James Bay saranno gli artisti che ne apriranno le varie tappe.
Il 25 febbraio 2015 vince un BRIT Awards nella categoria International Female Solo Artist. Nel 2015 Swift ottiene dieci nomination agli MTV Video Music Awards 2015, divenendo la seconda artista per numero di nomination guadagnate. Il 30 agosto 2015 trionfa in quattro categorie: Video dell'anno e Miglior collaborazione per il video di Bad Blood, Miglior video femminile e Miglior video pop per quello di Blank Space.
Il 5 agosto 2015 viene pubblicato Wildest Dreams, il quinto singolo estratto da 1989, accompagnato dal relativo videoclip, che esce su Vevo il 31 agosto. Wildest Dreams è seguito nel 2016 dai singoli Out of the Woods e New Romantics, il cui video contiene immagini e riprese del tour.
Il 16 febbraio 2016, durante la cinquantottesima edizione annuale dei Grammy Awards, 1989 vince nella categoria principale Album of the Year.
Il 9 dicembre 2016 viene pubblicato il singolo I Don't Wanna Live Forever in collaborazione con Zayn, tratto dalla colonna sonora del film Cinquanta sfumature di nero, uscito il 10 febbraio 2017 negli Stati Uniti. Sale alla posizione numero 5 nella classifica italiana, la più alta mai raggiunta da un singolo di Swift.

### 2017-2018:Reputatione ilReputation Stadium Tour

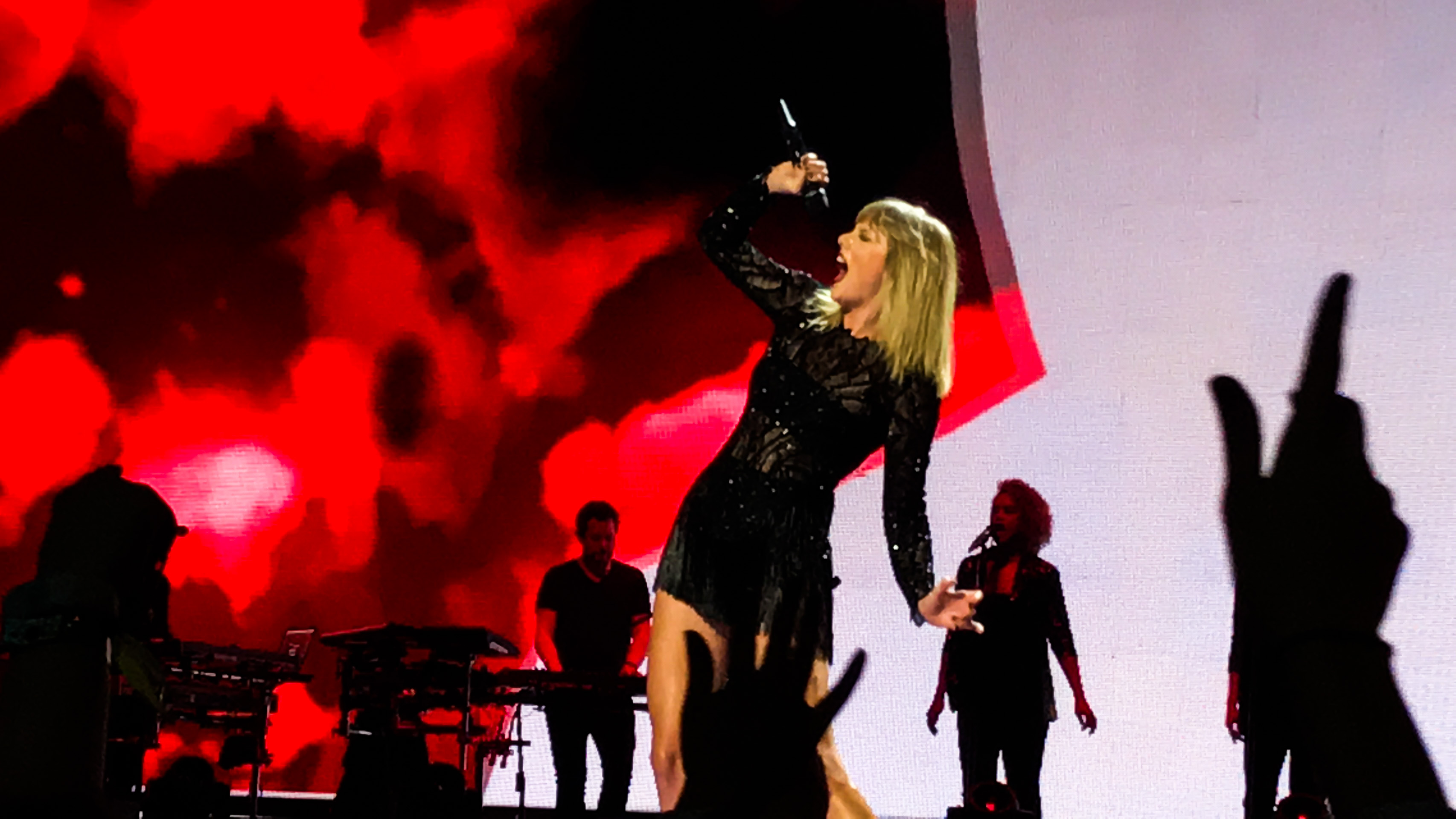
Taylor Swift si esibisce durante il Saturday Night Live il 4 febbraio 2017

Il 18 agosto 2017 Swift svuota da tutti i contenuti i suoi social network (soprattutto Facebook, Instagram e Twitter); in principio interpretato come un attacco hacker, il gesto si rivela una mossa di marketing per annunciare l'uscita del sesto album in studio, Reputation, prevista per il 10 novembre e anticipata dal singolo Look What You Made Me Do, pubblicato il 25 agosto.

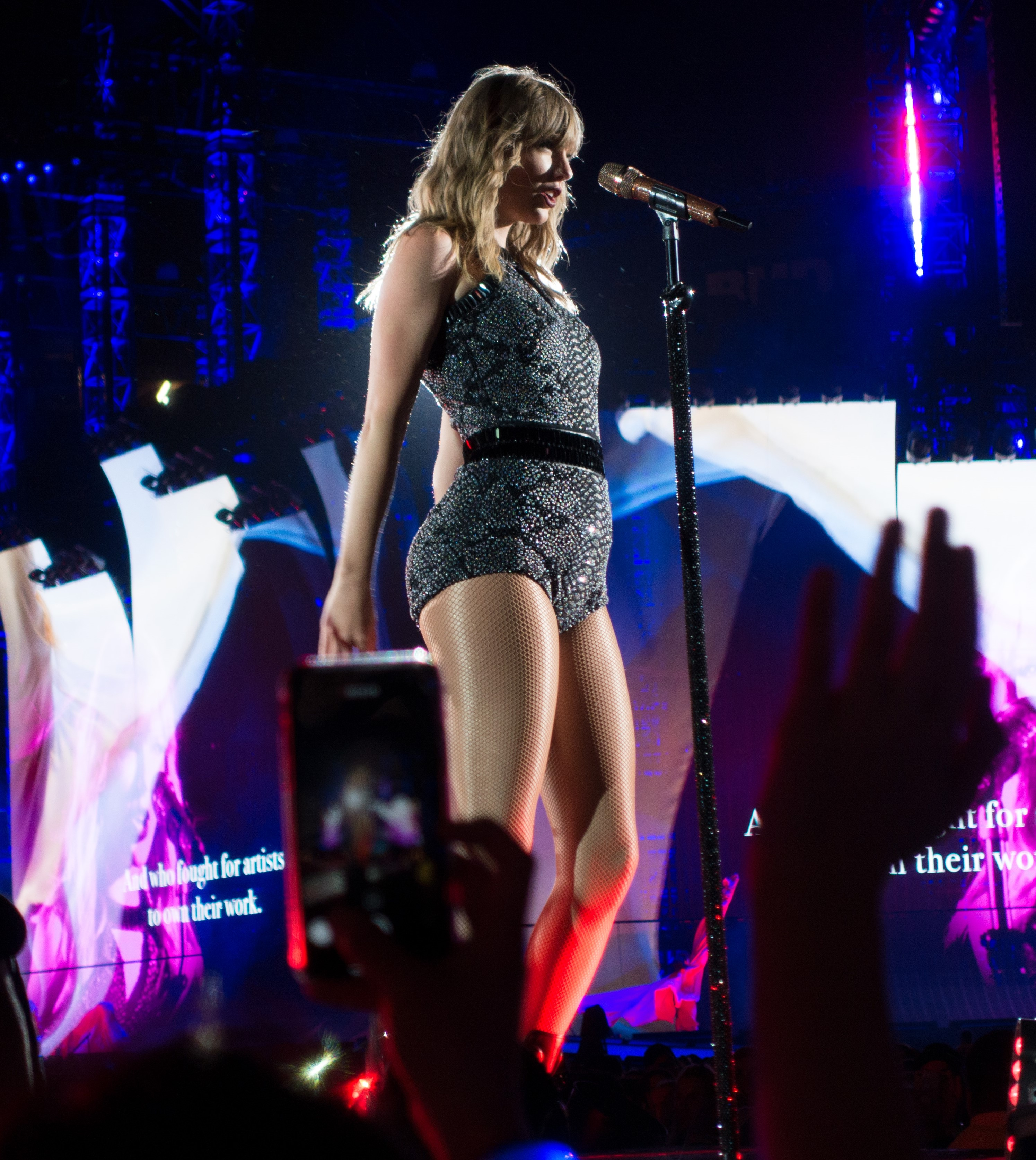
Taylor Swift in una tappa del Taylor Swift's Reputation Stadium Tour

Il singolo riceve un'accesa attenzione mediatica da più parti e riscuote un enorme successo commerciale in tutto il mondo. Look What You Made Me Do esordisce direttamente al primo posto delle classifiche iTunes in 74 Paesi, infrangendo svariati record, tra cui quello del brano più trasmesso in un giorno su Spotify con oltre 8 milioni di riproduzioni in streaming, rendendo Taylor Swift l'artista femminile più ascoltata nella storia della piattaforma in 24 ore. È la canzone più passata ed ascoltata nelle radio statunitensi nelle prime 24 ore dalla pubblicazione (4228 passaggi e 27,3 milioni di ascoltatori) e il video è il più visto in un giorno su YouTube. Il 2 settembre 2017, durante la partita di football Alabama vs Florida State, viene trasmessa a titolo di presentazione una parte del primo singolo promozionale dell'album, ...Ready for It?, pubblicato poi su iTunes il 3 settembre e accompagnato dal videoclip il 26 ottobre. Il 20 ottobre e il 3 novembre è la volta dei singoli a tema promozionale Gorgeous, che ottiene un buon successo, e Call It What You Want.

Logo di Reputation

Il 10 novembre 2017 esce l'album Reputation, che raggiunge la prima posizione delle classifiche musicali di 14 Paesi del mondo, fra cui Australia, Austria, Belgio, Canada, Germania, Giappone, Irlanda, Portogallo, Nuova Zelanda, Regno Unito, Svizzera e Stati Uniti, oltre a guadagnarsi l'appoggio del pubblico e della stampa specializzata.
Da maggio a novembre 2018 la cantante è impegnata nel Reputation Stadium Tour, a supporto dell'album Reputation. I 53 spettacoli negli stadi di Nord America, Europa, Oceania e Asia diventano una delle tournée femminili col maggior incasso di tutti i tempi: oltre 370 milioni di dollari.

### 2019-2020:Lovere il documentarioMiss Americana

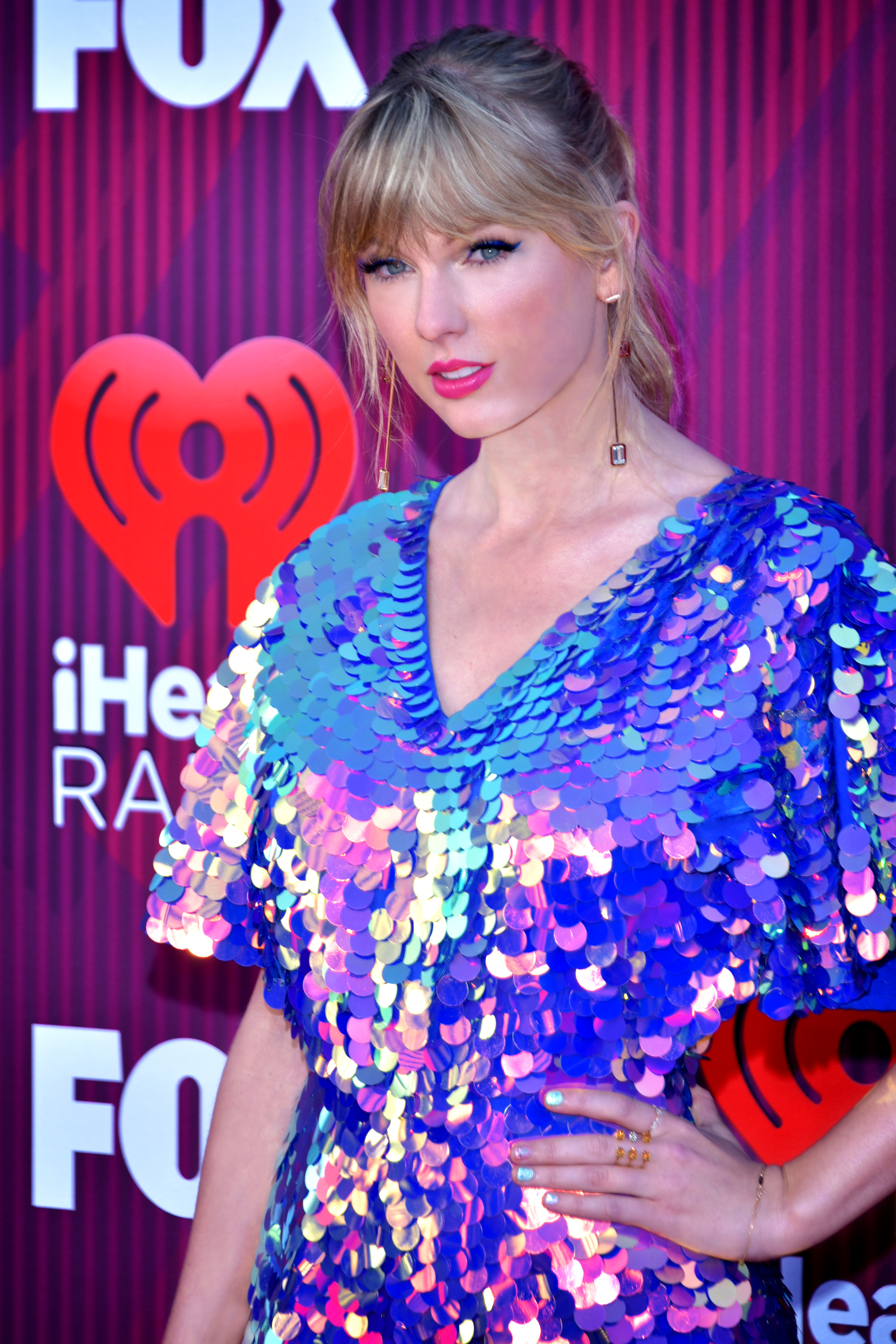
Taylor Swift agli iHeartRadio Music Awards 2019

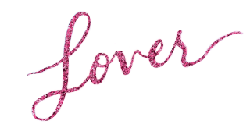
Logo di Lover

In occasione degli iHeartRadio Music Award, il 14 marzo 2019, Taylor Swift offre un'anteprima dello stile di una nuova era discografica. Pubblica il singolo apripista del suo settimo album, Me!, in collaborazione con Brendon Urie dei Panic! at the Disco il 26 aprile 2019, insieme al video musicale. Il 14 giugno esce un secondo singolo, You Need to Calm Down. Entrambi debuttano alla 2ª posizione della Billboard Hot 100 statunitense. Il giorno precedente all'uscita del secondo singolo la cantante annuncia in una diretta su Instagram il titolo dell'album, Lover, e la data della pubblicazione, il 23 agosto. Il 22 luglio viene pubblicata la traccia The Archer come unico singolo promozionale dell'opera. Il 16 agosto, una settimana prima dell'uscita dell'album, la cantante pubblica il terzo singolo, Lover, che, come i due singoli precedenti, entra nella top 10 americana, top 5 neozelandese e top 3 australiana. L'album debutta in vetta alla Billboard 200, certificato doppio disco di platino negli Stati Uniti e disco d'oro nel Regno Unito. A livello mondiale vengono vendute oltre 10 milioni di copie.
Nel giugno 2019 la Big Machine, precedente casa discografica della cantante, viene acquistata da Scooter Braun, insieme ai diritti dei suoi primi sei album. Swift sfoga il suo malcontento attraverso il social Tumblr, dove parla dei suoi tentativi di riacquistare i diritti della propria musica e di quando Braun ha provato a screditarla diversi anni prima in varie occasioni, definendolo un incessante e manipolativo bullo. Il 22 agosto 2019, al Good Morning America, dichiara che dal novembre 2020 re-inciderà i suoi vecchi dischi per una nuova etichetta.

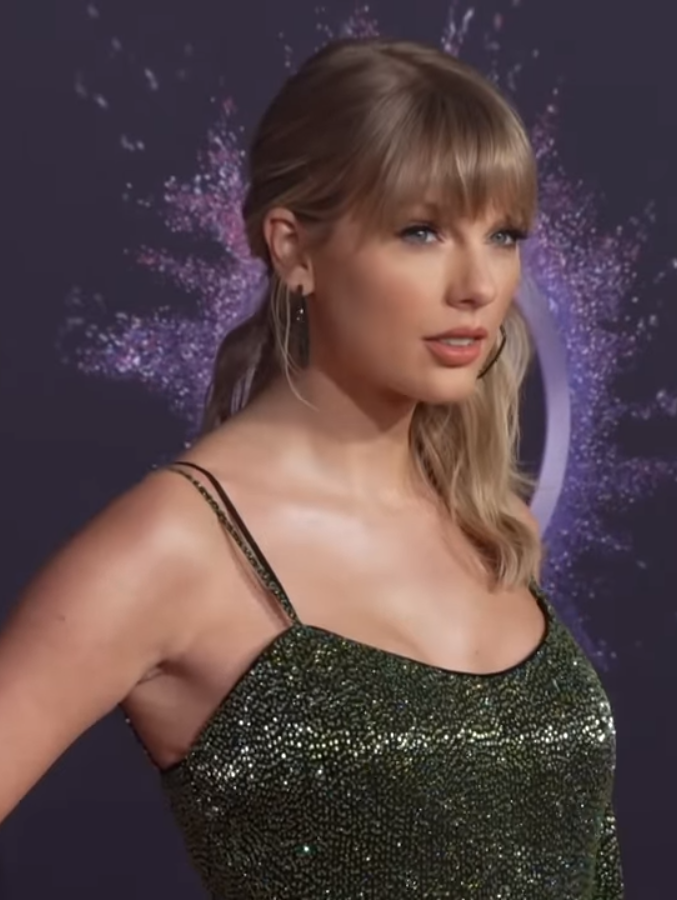
Taylor Swift agli American Music Awards 2019

L'artista partecipa all’adattamento cinematografico del musical Cats nel ruolo di Bombalurina, in uscita il 20 dicembre 2019, per in quale, inoltre, scrive e registra la canzone Beautiful Ghosts, pubblicata il 15 novembre. L’interpretazione è acclamata dai critici, che elogiano la sua performance, nonostante l'apparizione duri appena 10 minuti.
Il 14 novembre comunica sui social che Scooter Braun e il fondatore della Big Machine Scott Borchetta le hanno impedito di esibirsi con alcune sue canzoni agli American Music Awards 2019 (dove le è stato consegnato il premio Artista del decennio) e di inserirle in un documentario Netflix sulla sua vita. La Big Machine nega tutto e la accusa di dovere ancora all'etichetta milioni di dollari. I legali di Taylor Swift pubblicano un documento dal quale risulta che la casa discografica le ha rifiutato una licenza per il documentario e per una performance a Shanghai; viene provato anche che la Big Machine deve alla cantante 7,9 milioni di dollari. L'etichetta diffonde un documento che esplicita la libertà di tutti i loro artisti di esibirsi con le proprie canzoni alla cerimonia, ma non parla direttamente della faccenda con Swift.
Nel 2019 Taylor viene nominata "Artista del decennio" dagli American Music Awards, dove vince anche il premio "Artista dell'anno". Billboard le consegna il titolo di "Donna del decennio". È proclamata l'ottava cantante di maggior successo di tutti i tempi nelle classifiche statunitensi Billboard Hot 100 e Billboard 200, seconda tra le artiste femminili.
A dicembre 2019 pubblica un singolo natalizio Christmas Tree Farm. Il 28 gennaio 2020 viene inviato alle radio americane il quarto singolo estratto dall'album Lover, The Man. Il 31 gennaio 2020 Netflix distribuisce un documentario dal titolo Miss Americana. Per l'occasione Taylor pubblica un nuovo singolo, Only The Young.
Nel febbraio 2020, allo scadere del suo contratto di distribuzione di musica con la Sony/ATV, ne firma uno nuovo con Universal Music Publishing Group. Dal 18 febbraio è in commercio una versione dal vivo di The Man, mentre dal 27 dello stesso mese il video musicale, nel quale la cantante si traveste da uomo. Con il video della canzone vince il premio Best Direction agli MTV Video Music Awards 2020. Nel marzo 2020 risulta prima nella lista annuale, stilata dall’International Federation of the Phonographic Industry, degli artisti che hanno venduto di più nel corso del 2019, per la seconda volta dopo il 2014. Nello stesso mese Shake It Off viene certificata disco di diamante dalla RIAA, e la cantante diventa la prima a possedere sia un singolo che un album diamante in America.
Ad aprile 2020 la Big Machine, ex casa discografica della cantante, pubblica senza il suo consenso Live from Clear Channel Stripped 2008, un album LIVE contenente le esibizioni di Swift ad un evento radiofonico del 2008. il totale delle vendite ammonta a solo 33 copie. Ciò, probabilmente, è dovuto ad una presa di posizione dei fan a seguito dell'attacco di Swift alla sua ex casa discografica, nel quale dichiara di non essere stata informata e definisce la pubblicazione "un altro caso di avidità spudorata ai tempi del Coronavirus".
Il 17 maggio 2020 va in onda sul canale televisivo ABC un concerto evento, filmato a Parigi, denominato Taylor Swift City of Lover Concert. Il giorno seguente viene pubblicato sulle piattaforme di streaming Hulu e Disney+ in tutto il mondo.

### 2020-2021:FolkloreedEvermore

Logo di Folklore

Il 23 luglio 2020 Swift annuncia a sorpresa l'ottavo album in studio, Folklore, in uscita il giorno seguente. La tracklist dell'opera è stata interamente scritta durante la pandemia di COVID-19, e la cantante definisce il suo nuovo lavoro come una cosa che non credeva sarebbe successa, ma che in qualche modo ha compensato ciò che non è potuto succedere. Lo stesso giorno dell'uscita dell'album viene reso disponibile su YouTube il video di Cardigan, primo singolo estratto dal progetto. Nelle prime ventiquattro ore di disponibilità l'album supera diversi record sulle piattaforme di streaming, vendendo più di 1,3 milioni di copie. Nella stessa settimana sia il singolo che l'album esordiscono alla prima posizione della Billboard Hot 100 e Billboard 200, rendendo Taylor Swift la prima artista nella storia ad ottenere tale risultato. L'album debutta direttamente alla prima posizione anche nella Official Singles Chart in Gran Bretagna, in Canada, in Australia e altri paesi. Per promuovere l'album, l'artista pubblica in seguito dei capitoli tematici di esso, composti da sei brani ciascuno, in cui vengono raggruppati i vari argomenti trattati nei brani, le emozioni, i sentimenti.
Il 16 settembre 2020, in occasione della 55ª edizione degli Academy of Country Music Awards, la cantante si esibisce per la prima volta dal vivo con Betty, il cui testo viene modificato appositamente per la performance. Il giorno seguente il video dell'esibizione è sul suo canale YouTube. Nell'ottobre 2020 il disco viene certificato platino negli Stati Uniti, avendo superato il milione di copie vendute. Dal 1º novembre 2020 Swift è finalmente libera di reincidere le sue vecchie canzoni e i suoi primi album. Nello stesso periodo viene nominata in quattro categorie (artista dell'anno, album dell'anno, miglior video musicale e miglior artista femminile) agli American Music Awards 2020, trionfando in tre di esse e divenendo l'artista con più vittorie nella categoria di artista dell'anno nella storia dell'evento, con un totale di sei. A differenza di altri artisti, Swift non si esibisce però alla manifestazione, perché impegnata nella ri-registrazione dei suoi primi sei album per la nuova etichetta.

Logo di Evermore

Il 25 novembre 2020 viene distribuito sulla piattaforma di streaming Disney+ il documentario Folklore: The Long Pond Studio Sessions, che racconta le fasi di realizzazione dell'ultimo album.
Il 10 dicembre 2020 annuncia l'uscita del nono album in studio intitolato Evermore, reso disponibile il giorno successivo, gemello del precedente e definito dalla stessa cantante come l'avanzata del capitolo aperto per l'appunto con Folklore. Assieme ad esso è annunciata la tracklist, che vede la presenza di tre featuring, e l'uscita in concomitanza con l'album del video musicale del primo singolo Willow. L'album esordisce in vetta alla Billboard 200, con il precedente Folklore che torna in top 3, rendendo Swift una dei pochi artisti ad avere due album tra i primi tre posti della classifica. Stesso risultato per il singolo, che debutta in prima posizione nella hot 100. Ciò estende il record della cantante come artista con più debutti contemporaneamente alla prima posizione in entrambe le classifiche. In seguito escono l'edizione deluxe dell'album e, come accaduto per il precedente, degli EP di capitoli tematici del disco.
Con l’album Folklore e il singolo Cardigan e poi l’album Evermore e il singolo Willow, Swift diventa la prima artista nella storia a debuttare alla prima posizione in entrambe le classifiche Billboard Hot 100 e Billboard 200 nella stessa settimana per due volte. Alla sessantatreesima edizione dei Grammy Awards, il 14 marzo 2021, viene nominata in sei categorie e si esibisce in un medley di Cardigan, August e Willow, ad un anno dall'ultima performance. Trionfa nella categoria di album dell'anno grazie a Folklore, diventando la prima artista donna a vincere tre volte in tale categoria in tre generi musicali diversi (country, pop e alternativo).

### 2021-2022: Le prime reincisioni:Fearless (Taylor's Version)eRed (Taylor's Version)
Come anticipato, il 2021 è occupato principalmente nel progetto di reincisione della sua vecchia musica: come precisato da Taylor stessa, le tracce reincise manterranno i medesimi titoli delle originali, così come gli album avranno nome e tracklist invariati, con in aggiunta la dicitura (Taylor's Version) accanto al nome, a sottolineare la proprietà della canzone o dell'album da parte della cantante. Inoltre, in ogni album reinciso verranno aggiunte anche alcune tracce inedite scritte all'epoca della formazione dell'album, ma poi non aggiunte in fase finale per qualche motivo, e dunque mai pubblicate: tali tracce possederanno la dicitura (Taylor's Version) (From The Vault).
Il 12 febbraio 2021, durante il programma televisivo Good Morning America, annuncia l'uscita della reincisione di Fearless, a cui ha lavorato, come aveva lei stessa rivelato più volte, nei mesi precedenti, anticipata dal singolo Love Story (Taylor's Version).
L'album contiene, oltre alle 19 tracce della Platinum edition, la canzone Today Was A Fairytale e 6 inediti. Il giorno stesso viene resa disponibile, appunto, la nuova versione del singolo, che ha raggiunto la posizione #11 nella Billboard hot 100. In seguito, la cantante partecipa al remix del brano delle Haim, Gasoline, incluso nell'album di queste ultime Women in Music Pt. III, mentre il 24 marzo annuncia, a sorpresa, l'uscita come singolo promozionale di You All Over Me, uno degli inediti della riedizione di Fearless, che ha poi esordito alla posizione #51 della classifica statunitense, avvenuta il giorno seguente insieme ad una versione remix di Love Story (Taylor's Version). Il 7 aprile, due giorni prima dell'uscita dell'album, l'artista pubblica sempre a scopo promozionale Mr. Perfectly Fine, un altro inedito presente nelle sue tracce.
Il giorno della sua uscita, Fearless (Taylor's Version) vende oltre mezzo milione di copie nel mondo, diventando il nono album dell'artista ad ottenere questo risultato, e ottiene oltre 50 milioni di stream sulla piattaforma Spotify, diventando il disco più riprodotto del 2021 in un solo giorno sul servizio di streaming svedese. Il disco debutta in vetta alla Billboard 200, rendendo Taylor l'artista donna con più album in vetta alla classifica in un solo anno, vendendo 291 000 copie nella sua prima settimana.
Il 18 giugno 2021 annuncia Red (Taylor's Version), tramite un post su Instagram. L'album è uscito il 12 Novembre 2021 e contiene in tutto 30 canzoni, tra cui la versione di 10 minuti di All Too Well. Il 27 giugno 2021 viene annunciato il nuovo album dei Big Red Machine, duo costituito da Aaron Dessner e Justin Vernon, il quale include due collaborazioni con Taylor Swift.
A luglio 2021, la rivista Billboard la inserisce al primo posto tra i musicisti con i guadagni più alti dell'anno 2020 negli Stati Uniti e al secondo posto nella lista globale, spiegando come Swift guadagni in generale più della media rispetto ai suoi colleghi in quanto interamente detentrice dei diritti delle registrazioni dei suoi nuovi album.
Il 17 settembre 2021, a seguito di un rapido trend sul social network TikTok, Taylor Swift fa uscire Wildest Dreams (Taylor's Version) che diventa di fatto il primo singolo estratto dall'album 1989 (Taylor's Version).
Il 14 gennaio 2022 la rivista Rolling Stone la proclama la musicista donna più pagata al mondo nel 2021, risultando così non solo la più pagata per il secondo anno consecutivo ma anche l'unica donna presente nella top 10 delle entrate musicali più elevate.
Il 5 maggio 2022 annuncia This Love (Taylor's Version), pubblicato il giorno successivo come secondo singolo estratto dell'album 1989 (Taylor's Version).

### 2022-2023:Midnightse ilThe Eras Tour,Speak Now (Taylor's Version)e1989 (Taylor's Version)

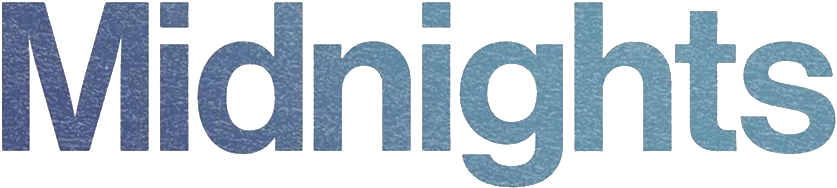
Logo di Midnights

Il 28 agosto 2022, durante la 39ª edizione dei Video Music Awards, Swift annuncia l'uscita di un nuovo album, e allo scoccare della mezzanotte del giorno successivo viene reso ufficiale il titolo, Midnights, che contiene tredici brani e pubblicato il 21 ottobre, insieme al primo singolo estratto, Anti-Hero. Il 31 ottobre 2022 diventa ufficialmente la prima artista nella storia a occupare l'intera top 10 della classifica Billboard Hot 100 dopo l'uscita, in data 21 ottobre 2022, dell'album Midnights.

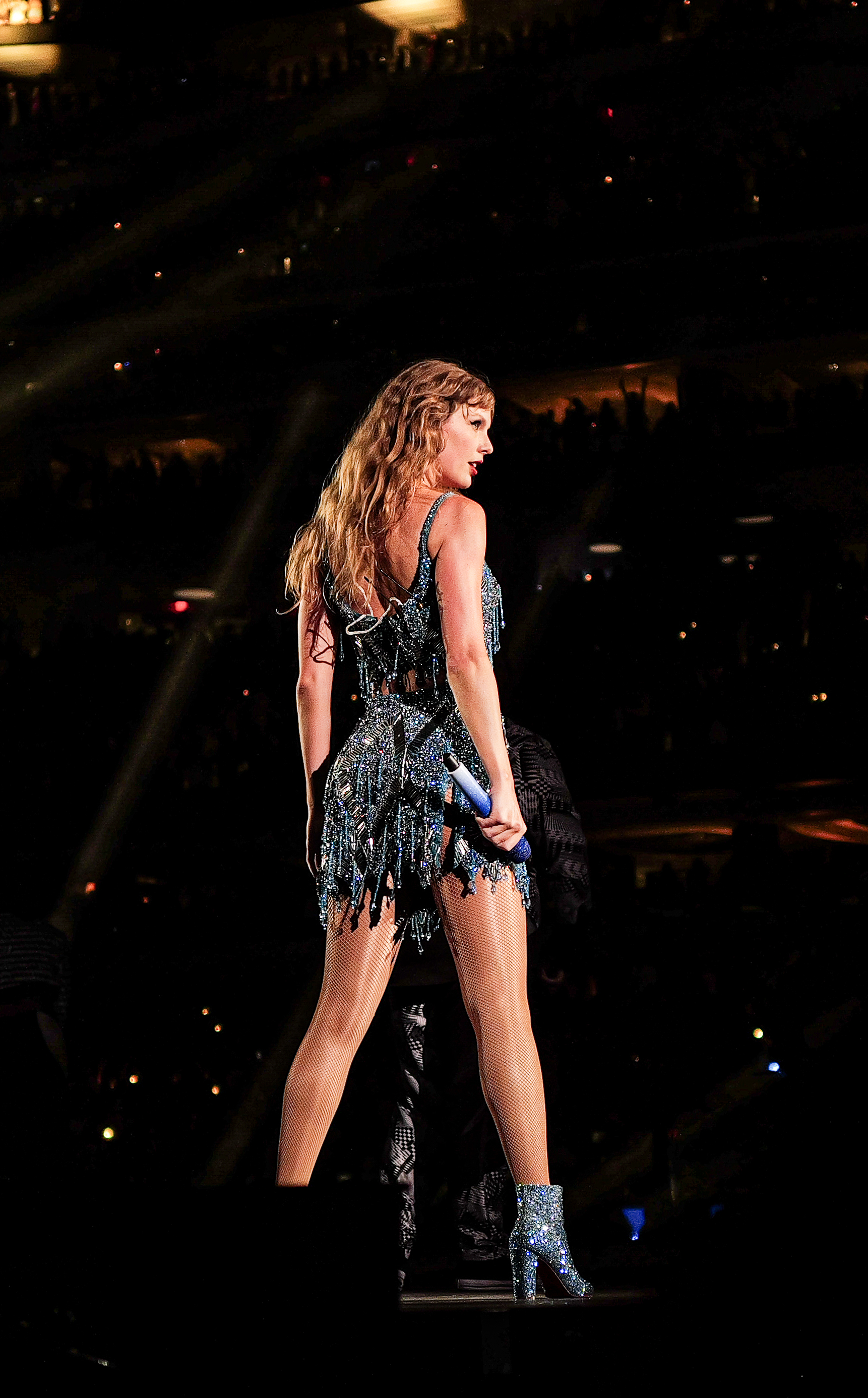
Taylor Swift al SoFi Stadium di Inglewood il 9 agosto 2023 per il The Eras Tour, ad oggi il tour mondiale dagli incassi più alti di tutti i tempi

Secondo la rivista Forbes, con un guadagno stimato pari a 92 milioni di dollari è stata la musicista donna più pagata dell'anno 2022, rimanendo così per il terzo anno consecutivo la più pagata al mondo e per il secondo l'unica donna presente nella top 10 dei guadagni musicali più alti.
Il 17 marzo 2023 ha inizio da Glendale (rinominata, in occasione dell'evento, "Swift City" per 2 giorni) la sua sesta tournée, il The Eras Tour, che la vedrà esibirsi negli stadi di tutto il mondo, tra cui due tappe in Italia previste allo Stadio Giuseppe Meazza di Milano per il 13 e 14 luglio 2024. Ancora prima dell'inizio del tour, la rivista Billboard prevede che i biglietti venduti per le sole date statunitensi siano sufficienti a rendere il The Eras Tour la tournée femminile con gli incassi più alti nella storia a livello mondiale, battendo il precedente record detenuto dal Sticky & Sweet Tour di Madonna. È così è stato: ad oggi il The Eras Tour è il tour mondiale con più incassi nella storia.
Il 5 maggio 2023 annuncia, durante la sua prima tappa a Nashville del suo tour The Eras Tour, la reincisione del suo terzo album: Speak Now (Taylor’s Version) è uscito il 7 luglio 2023 e include 22 tracce, di cui 6 inedite.
Le tappe del The Eras Tour tenutesi dal 3 all'8 agosto 2023 al SoFi Stadium di Inglewood, Los Angeles sono state registrate per il film concerto Taylor Swift: The Eras Tour, diretto da Sam Wrench e distribuito nelle sale di tutto il mondo a partire dal 13 ottobre. Si tratta del film concerto con il miglior incasso di sempre.
Il 9 agosto 2023 annuncia, durante la sua ultima tappa a Los Angeles del suo tour The Eras Tour, la reincisione del suo quinto album: 1989 (Taylor’s Version) è stato pubblicato il 27 ottobre 2023, esattamente a nove anni dall'uscita dell'album originale, e include 21 tracce, di cui 5 inedite. I cd e i vinili sono disponibili, oltre alla versione classica, in altre versioni inedite di colori diversi (The Aquamarine Green Edition, The Sunrise Boulevard Edition, The Rose Pink Garden Edition e The Tangerine Edition). Dopo l'uscita di 1989 (Taylor's Version), Swift ottiene 13 album che raggiungono la vetta della classifica Billboard, oltre a 229 canzoni entrate nella classifica Billboard Hot 100 di cui 11 hanno raggiunto la posizione #1.
Il 29 agosto 2023 Taylor è diventata la prima cantante donna nella storia ad ottenere ben 100 milioni di ascoltatori mensili su Spotify, e il 28 ottobre 2023 è diventata miliardaria.
Il 29 novembre 2023, Spotify (come anche Apple Music) ha dichiarato Taylor Swift "artista dell'anno" e appena sette giorni dopo la rivista Time la ha proclamata "persona dell'anno": è la prima entertainer della storia a ricevere tale titolo.

### 2024:The Tortured Poets Department

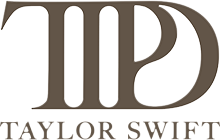
Logo di The Tortured Poets Department

Il 4 febbraio 2024 Swift è la prima artista nella storia a vincere quattro volte il Grammy per l'album dell'anno con Midnights, premiato anche nella categoria miglior performance vocale pop.
Durante il discorso per il ritiro del premio, annuncia il suo undicesimo album in studio, in uscita il 19 aprile: The Tortured Poets Department. L'album consiste di 16 brani nella edizione standard, e di diverse edizioni deluxe con ognuna una traccia bonus, denominate rispettivamente The Manuscript, The Bolter, The Albatross e The Black Dog. Il giorno dell'uscita, oltre alle edizioni deluxe, è stata pubblicata una variante dell'album sottotitolata The Anthology, contenente le tracce bonus ed altre 11 tracce aggiuntive. L'album, oltre che a guadagnare il titolo di album più ascoltato al day one su diverse piattaforme prima detenuto da Midnights, rende Swift l'artista più ascoltata in un singolo giorno su Spotify. L'album supera ogni previsione di vendita, arrivando a 1 miliardo di streaming nelle prime 24 ore dall'uscita, consacrandosi come l'album più ascoltato di sempre sulle piattaforme digitali. Il primo singolo estratto dall'album è Fortnight, con la collaborazione di Post Malone: venti ore dopo l'uscita dell'album è stato pubblicato il videoclip della canzone. Il secondo singolo estratto dall'album è I Can Do It With A Broken Heart.

### 2025: Il ri-ottenimento dei primi sei album eThe Life of a Showgirl
Il 30 maggio 2025 Swift annuncia di aver ri-acquistato i master dei primi sei album dalla Shamrock Holdings, ponendo fine a una lunga controversia durata sei anni.
Il 12 agosto 2025, alle ore 12:12 (EST), 06:12 italiane, in seguito ad un countdown sul suo sito web e sui suoi profili social, Swift annuncia l'uscita del suo dodicesimo album in studio, The Life of a Showgirl, durante una puntata del podcast del suo compagno Travis Kelce, New Heights. L'uscita dell'album è fissata per il 3 ottobre 2025.

## Stile musicale e influenze
(Taylor Swift parla dei suoi testi)
Taylor Swift è una cantante pop, pop rock e country. Lei stessa si è identificata come una cantante country fino al 2014. In un'intervista con il New Yorker del 2011, Swift si descrisse come una cantautrice: «Scrivo canzoni, e la voce non è che il mezzo con cui narrare quei testi».
Rolling Stone scrisse di lei: «Può venir suonata nel circuito country, ma è una delle poche rock star genuine in circolazione di questi tempi». The Guardian scrisse che la cantante «sforna melodie con la fredda efficienza di una fabbrica pop scandinava». Secondo The Village Voice, «come una sfilza di autori country prima di lei, [Taylor Swift] dà vita a personaggi e situazioni, alcuni provenienti da episodi di vita vissuta, e trova mezzi potenti per tratteggiarli». Nel 2010 The Tennessean scrisse che Taylor Swift «non sarà la miglior cantante dal punto di vista della tecnica vocale, ma è la miglior comunicatrice sulla piazza».
I testi delle sue canzoni trattano spesso di cotte e amori adolescenziali, e sono ispirate alle relazioni della cantante con altre celebrità. Al Washington Post, la cantante spiegò che non sempre le sue canzoni erano basate su fatti realmente accaduti. Oltre alle relazioni, i suoi testi trattano anche di relazioni genitori-prole, amicizia, alienazione, ambizioni e carriera.

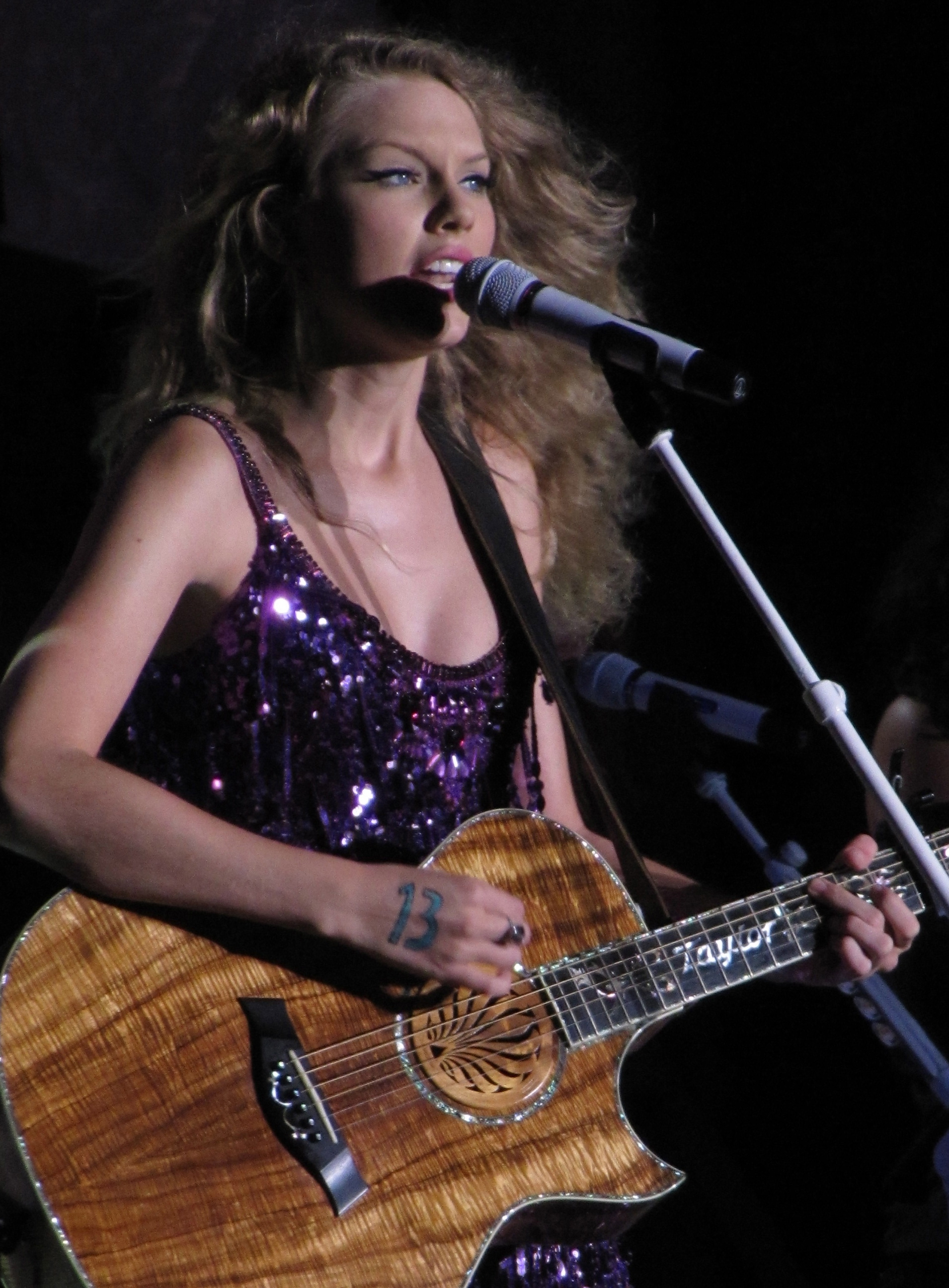
Taylor Swift canta White Horse sull'Isola Principe Edoardo, in Canada, nel 2010

Con il suo primo album omonimo, Swift attirò su di sé delle critiche positive per essere una cantante teenager di talento. Jeff Tamarkin di AllMusic ad esempio scrisse che la cantante aveva «una voce fresca e ancora infantile, piena di speranze e innocenza, ma allo stesso tempo è sicura e matura». Il suo secondo album, Fearless, contrapponeva un immaginario fiabesco alla realtà dell'amore. The Guardian notò nell'album il ripetersi di determinate metafore, ironizzando come la cantante abbia o meno contratto qualche malanno di stagione «visto tutto il tempo che passa a baciarsi sotto la pioggia». Speak Now, album pubblicato a quattro anni di distanza dal primo, affronta le stesse tematiche dei due album precedenti, ma risulta più maturo musicalmente, tanto da spingere Kevin John Coyne di Country Universe a elogiare l'artista per aver saputo unire «una melodia indimenticabile» ad una canzone sofferta come Back to December, in cui per la prima volta parla di una storia finita a causa sua. Non c'è solo un'evoluzione a livello di temi, ma anche a livello di voce, ascoltabile in brani midtempo come la già citata Back to December, Mine ed Enchanted, dove riesce a mantenere un tono inalterato della voce. In questo album la cantante ha inserito una buona dose di sound pop, criticato e apprezzato nello stesso tempo: da un lato ha commesso errori tecnici nell'utilizzo di alcune melodie, ma allo stesso modo quegli "errori" hanno reso ogni canzone dell'album un possibile singolo radiofonico, come scritto dal critico Jonathan Keefe di Slant Magazine. Red, del 2012, vedeva per la prima volta l'utilizzo di generi musicali differenti da parte della cantante: heartland rock, dubstep e dance-pop. 1989, il quinto album di Swift, è incentrato sulla musica pop ed è ispirato agli artisti di fine anni Ottanta preferiti dalla cantante: Annie Lennox, Phil Collins e la Madonna di Like a Prayer. I media notarono la transizione di stile, con Rolling Stone che parlava di una "reinvenzione" di Swift, e la cantante stessa definì il disco come un «album pop musicalmente coeso». Reputation riprende il filone synthpop inaugurato con l'album precedente, e allude nel titolo stesso così come in alcuni dei testi (End Game e Delicate) alla celebrità e all'attenzione mediatica. Lover è stato descritto da Pitchfork come un album che a tratti «cerca di onorare l'intero percorso artistico della Swift in un colpo solo [...] , una fantasia escapista [...], uno scaltro repertorio mitologico autoreferenziale». Nei suoi due album del 2020, Folklore ed Evermore, Taylor Swift si ispira a tematiche escapiste e romantiche per creare delle trame narrative e trasferire le proprie emozioni a personaggi immaginari inseriti in archi narrativi, eludendo così lo stress provocatole dai tabloid che cercavano di sondare la sua vita privata. La cantante dichiarò a Rolling Stone di aver accolto questa svolta nel suo cantautorato smettendo di preoccuparsi del successo commerciale.
Taylor Swift è stata ed è influenzata nella sua musica da artisti country degli anni novanta come Shania Twain, la sua ispirazione principale, Patsy Cline, Dolly Parton, Faith Hill e le Dixie Chicks. Dichiara che i modelli di ispirazione per la sua carriera sono Paul McCartney, Bruce Springsteen, Emmylou Harris, Kris Kristofferson e Carly Simon. In un'intervista del 2011 a Katie Couric di Lifestyle ha rivelato la sua passione per Faith Hill e come sia pesantemente influenzata da quello che l'artista fa e dice: «Mi interessa tutto quello che accade quando Faith Hill fa un'esibizione, ho cercato di copiare cosa dice, cosa fa e cosa indossa.» Ha esternato inoltre di essere una fan di Britney Spears. Swift ha inoltre ammesso di essere cresciuta ascoltando artisti come James Taylor, Simon & Garfunkel e Def Leppard, che erano tra i preferiti dei suoi genitori. Con i Def Leppard ha avuto l'occasione di esibirsi per un intero concerto durante uno speciale di CMT Crossroads registrato a Nashville, in Tennessee, il 7 novembre 2008. Durante l'esibizione hanno suonato sia pezzi dei Def Leppard che di Taylor Swift.
Il 30 maggio 2025, Taylor Swift ha annunciato attraverso una lettera aperta pubblicata sul suo sito ufficiale di aver acquisito i diritti master dei suoi primi sei album, precedentemente detenuti da Shamrock Holdings

## Immagine pubblica
La vita privata di Taylor Swift è sempre stata oggetto dell'attenzione mediatica. Taylor Swift è riluttante nel discutere pubblicamente della sua vita privata, poiché la ritiene una debolezza per la sua carriera. I media hanno tuttavia sempre molto parlato delle sue relazioni con le altre celebrità; tra cui Joe Jonas, Taylor Lautner, John Mayer, Jake Gyllenhaal, Conor Kennedy, Harry Styles, Calvin Harris, Tom Hiddleston e Joe Alwyn. Attualmente è legata sentimentalmente al giocatore di football americano Travis Kelce. Molti testi delle canzoni della star americana si dice siano collegati ad alcune di queste personalità. Alcuni criticarono Taylor Swift per il gran numero di ex fidanzati; nel 2013 Abercrombie & Fitch mise in commercio una maglietta con uno slogan offensivo nei confronti della cantante. The New York Times commentò che le relazioni personali della star avevano iniziato ad attirarle critiche negative. La cantante ha da sempre rigettato l'etichetta di "mangiauomini", e ironizza di questo ruolo, della "pazza, seducente, modaiola e manipolatrice", nel testo e nel video musicale della hit internazionale Blank Space. Il Los Angeles Times, nel 2017, notò in una recensione come con Look What You Made Me Do la cantante giocasse con il ruolo della "cattiva" che i media le avevano affibbiato. Vulture scrisse nello stesso anno come Look What You Made Me Do fosse l'epitome della pop art dell'America di Trump, notando come Taylor Swift si atteggiasse da "vittima degli haters" e come mercificasse gli screzi da lei avuti con altre celebrità, tutti menzionati nel testo della canzone.
Rolling Stone scrisse nel 2009 dei suoi modi educati: "Se questa fosse anche una posa di Swift, deve essersela tatuata in faccia perché è come una maschera che non cala mai". The Hollywood Reporter la definì "il personaggio più socievole dai tempi di Bill Clinton". Nel 2012, conferendole un premio per il suo impegno umanitario, Michelle Obama la descrisse come una cantante che "si è imposta in vetta alle classifiche musicale ma che ha ancora i piedi per terra, superando ogni aspettativa riguardo a ciò che può fare una ventiduenne". Taylor considera l'ex presidente Obama un modello positivo. La sua è una delle personalità più seguite sui social media, e ne sono note le sue interazioni amichevoli con i fan. In passato ha fatto regali ai suoi fan via posta e di persona. Considera una sua "responsabilità" essere consapevole della sua influenza sul pubblico dei più giovani, e ha poi aggiunto che i suoi fan sono "la relazione migliore e più duratura che abbia mai avuto".
La "America's Sweetheart" (la fidanzatina d'America) descritta dai media rifiuta di posare per servizi fotografici troppo osé; ciononostante è ritenuta un sex-symbol da Bloomberg L.P.
Taylor Swift è stata descritta come un'icona della moda americana da Vogue nel 2011. Nel 2014 è stata eletta da People come celebrità meglio vestita. Nel 2015 è stata eletta Donna dell'Anno agli Elle Style Awards, ed è arrivata prima nella classifica di Maxim.

### Patrimonio
Taylor Swift è anche considerata una delle celebrità più potenti del pianeta. Per via del suo successo e della sua ricchezza, è entrata nella classifica delle "100 persone più influenti al mondo" annuale di Time nel 2010 e nel 2015. Dal 2011 al 2015 è comparsa tra le prime tre celebrità nella classifica delle musiciste più ricche stilata da Forbes, con guadagni di rispettivamente $45 milioni, $57 milioni, $55 milioni, $64 milioni e $80 milioni. Nel 2015 è diventata la donna più giovane a essere inserita nella classifica di Forbes delle 100 donne più potenti del mondo, classificandosi 64ª. Nel 2016 fu la prima classificata nella lista di celebrità più pagate di Forbes con 170 milioni di dollari Fu una dei finalisti a contendersi la posizione di 'Persona dell'anno' di Time del 2014.
Nel giugno 2017 Forbes stimò le ricchezze di Taylor Swift in 280 milioni di dollari netti, di 320 milioni nel 2018, di 360 nel 2019, di 365 nel 2020, di 550 nel 2021, di 570 nel 2022, di 740 nel 2023 e di 1.1 miliardi di dollari nell’ottobre dello stesso anno. A fine 2024 il suo patrimonio ammonta a oltre 1.6 miliardi di dollari.

## Carriera da attrice

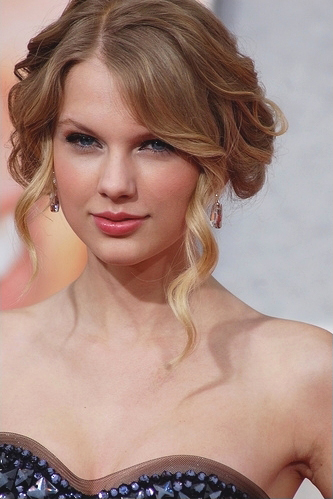
Taylor Swift alla prima di Hannah Montana: The Movie (2009)

Nel 2008 partecipò al video del cantante country Brad Paisley, Online. Nello stesso anno girò un documentario per MTV intitolato MTV's Once Upon a Prom e un documentario con i Def Leppard per CMT dal titolo CMT Crossroads, trasmesso in anteprima il 7 novembre 2008, seguito da più di quattro milioni e mezzo di spettatori nelle sue prime quattro messe in onda. Taylor Swift collaborò con i Jonas Brothers per il loro docufilm in 3D, Jonas Brothers: The 3D Concert Experience. Recitò anche nella serie televisiva CSI - Scena del crimine. L'episodio, andato in onda il 5 marzo 2009 negli Stati Uniti e in Canada, venne seguito da 20.800.000 spettatori. Sempre nel 2009 la troviamo nel film Hannah Montana: The Movie mentre canta Crazier, facente parte della colonna sonora del film e pubblicata subito dopo come suo nuovo singolo.
Nel 2010 recita nel film Appuntamento con l'amore diretto da Garry Marshall, recitando insieme a Julia Roberts, Jamie Foxx, Anne Hathaway, Bradley Cooper, Jessica Alba, Taylor Lautner e altri.
Nel 2014 ha una piccola parte nel film Il mondo di Jonas, diretto da Phillip Noyce, a fianco di Brenton Thwaites, Katie Holmes, Meryl Streep e Jeff Bridges. Ha anche fatto un cameo in un episodio della celebre sitcom televisiva New Girl.
Nel 2019 interpreta la gatta Bombalurina in Cats, adattamento cinematografico con regia di Tom Hooper dell'omonimo musical: al medesimo film partecipano anche, tra gli altri, Jennifer Hudson e Ian McKellen. Nel 2022 recita nella parte di Elizabeth "Liz" Meekins nel film Amsterdam di David O. Russell, pellicola che vede Margot Robbie, Christian Bale e John David Washington come protagonisti.

## Carriera da regista
Il primo video musicale diretto da Taylor Swift, pubblicato il 3 marzo 2008, è quello di I'm Only Me When I'm with You, seguito il 16 giugno 2009 dal video di The Best Day. Entrambi i video musicali consistono di video girati dalla giovane Taylor con la sua famiglia e con i suoi amici. Nel 2019, realizza il video di Christmas Tree Farm riproponendo video della propria infanzia in maniera analoga ai video di I'm Only Me When I'm with You e di The Best Day.
Nel 2010, Swift collabora con il regista Roman White per il video musicale del singolo Mine. Con questo video musicale, riceve il suo primo premio da regista: Video of the Year ai CMT Music Awards.
Nel 2019 collabora con Dave Meyers per il video musicale del singolo ME!, grazie al quale vince il premio come Best Music Video ai Dance Magazine Awards, come miglior video agli MTV Europe Music Awards, e come Best Female Video (International) agli MTV Video Music Awards Japan.
Nello stesso anno, lavora con Drew Kirsch per i video musicali di You Need To Calm Down e Lover. Il primo vince il premio come miglior video musicale agli American Music Awards e il premio come Video for Good agli MTV Video Music Award, mentre il secondo vince il premio come Best Art Direction ai Webby People's Choice Awards.
Nel 2020, debutta ufficialmente come regista indipendente con i video musicali di The Man, Cardigan e Willow. Il primo vince il premio per la miglior regia agli MTV Video Music Award, il secondo vince il premio come miglior video musicale agli American Music Awards e come Video of the Year ai The Pop Hub Awards, e il terzo vince il premio come Best Music Video ai Gold Derby Music Awards.
Nel 2021, è regista del suo primo cortometraggio, All Too Well: The Short Film. Esso trionfa nella categoria Short Format: Web Series, Music Video or Commercial agli ADG Excellence in Production Design Awards, vince il premio come miglior video musicale agli American Music Awards, come Best Music Video ai Gold Derby Music Awards, come Best Music Video ai Grammy Awards, come Best Short Film agli Hollywood Critics Association Film Awards, come Best Longform Video e Best Video agli MTV Europe Music Awards, come Video of the Year e Best Longform Video e per il Best Directing agli MTV Video Music Awards, e come Video of the Year ai The Pop Hub Awards.
Tra il 2022 e il 2024, è regista dei video musicali di Anti-Hero, Bejeweled, Lavender Haze, Karma, I Can See You, Fortnight e I Can Do It with a Broken Heart.
Il 9 dicembre 2022 viene annunciata la realizzazione, da parte della Searchlight Pictures, di un lungometraggio basato su una sua sceneggiatura originale e che la vedrà alla regia.

## Impegno sociale
Nel settembre 2007 la cantante appoggiò il governatore del Tennessee Phil Bredesen nella campagna Delete Online Predators, nata per proteggere i bambini dai pedofili presenti in rete. Durante la tappa della campagna alla Merrol Hyde Magnet School Taylor Swift spiegò: «Sarete stati contattati da persone online che vi hanno detto di essere studenti diciannovenni di Yale, molto probabilmente sono quarantacinquenni che vivono nel seminterrato della casa dei genitori. E sono probabilmente maniaci sessuali. Questa è una realtà.» L'8 agosto 2008 la cantante rese pubblica la sua decisione di donare 100.000 dollari alla Croce Rossa Americana di Cedar Rapids, Iowa, stato gravemente colpito dalle inondazioni.
Il 13 dicembre 2009, giorno del suo ventesimo compleanno, donò 250.000 dollari a diverse scuole statunitensi: «Volevo fare una cosa alla fine di questo anno fantastico e specialmente nel giorno del mio compleanno, dare a qualcosa in cui credo molto, che è l'istruzione.» Nel marzo 2010 donò, inoltre, un paio delle sue scarpe autografate, delle Betsey Johnson, alla Wish Upon a Hero Foundation, fondazione che raccoglie fondi per supportare le donne malate di cancro. In risposta al disastro causato dalle alluvioni del 2010 nel Tennessee, Taylor Swift donò 500.000 dollari alla raccolta fondi organizzata dalla WSMV.
Il 23 maggio 2011 aprì al pubblico le prove generali della tappa di Nashville dello Speak Now World Tour, trasformandole in un concerto di beneficenza per le vittime dei tornado che avevano colpito il Sud. Dalla vendita dei biglietti e da prodotti vari ricavò 750.000 dollari, donati completamente alla Community Foundation of Middle Tennessee. Per questa iniziativa le è stato consegnato il Do Something Award. Qualche mese dopo, a luglio, donò 250.000 dollari alla fondazione Nick's Kids per dare aiuto alle operazioni di soccorso alle prese con i danni causati dai tornado in Alabama.
Nel 2012, in occasione dei CMT Awards, donò quattro milioni di dollari alla CNCF (The Children's Neuroblastoma Cancer Foundation) per la ricerca sul neuroblastoma. Donò in seguito altri quattro milioni alla Country Music Hall of Fame and Museum di Nashville per permettere la costruzione di un nuovo centro educativo previsto per il 2014, che sarà chiamato Taylor Swift Education Center, in onore della cantante che è stata la maggior contribuente. I quattro milioni di dollari donati dalla cantante a favore della creazione dell'istituto, sono la più grande donazione individuale che un'artista abbia mai fatto nella storia della Hall of Fame.
Taylor Swift si definisce una femminista. Si è espressa contro l'omofobia, dichiarando che i suoi genitori le hanno insegnato "a non giudicare nessuno per chi ama, per il colore della sua pelle o la fede che professa". In un'intervista del 2012 ha dichiarato che cerca di tenersi informata il più possibile, ma che cerca di non esprimersi mai politicamente per paura di influenzare l'opinione pubblica. In vista delle elezioni statunitensi di metà mandato del 2018, tuttavia, Taylor Swift espresse per la prima volta pubblicamente il proprio sostegno a due candidati democratici: il deputato Jim Cooper e l'ex governatore del Tennessee Phil Bredesen per la loro elezione rispettivamente alla Camera e al Senato, definendo le posizioni pregresse in Senato della candidata senatrice repubblicana Marsha Blackburn "ignobili" e "terrificanti". La cantante espresse contestualmente sostegno nei confronti dei diritti LGBT e della parità di genere e razziale, condannando il razzismo istituzionale. Vote.org annunciò che in 65.000 si registrarono alle urne nelle 24 ore in seguito alle dichiarazioni di Taylor Swift, un aumento senza precedenti. Durante il suo discorso in occasione degli American Music Awards 2018, dove ricevette il premio di Artista dell'Anno, incoraggiò i suoi fan a votare nelle elezioni di metà mandato.
Il 29 maggio 2020, si scaglia pubblicamente contro il Presidente degli Stati Uniti d'America Donald Trump, accusandolo di razzismo e dando il suo supporto alle proteste scaturite a seguito della morte di George Floyd, iniziate a Minneapolis e diffusesi poi in tutti gli Stati Uniti.
Il 30 ottobre 2020 concede (per la prima volta nell'arco della sua carriera) l'utilizzo di una sua canzone, Only the Young, per uno spot politico a favore del Partito Democratico.
Ha visitato più volte dei fan ricoverati in ospedale.
Nel 2024 appoggia la candidatura di Kamala Harris come Presidente. A causa di ciò, viene attaccata da Donald Trump e da Elon Musk.

## Discografia

### Album in studio
- 2006 – Taylor Swift
- 2008 – Fearless
- 2010 – Speak Now
- 2012 – Red
- 2014 – 1989
- 2017 – Reputation
- 2019 – Lover
- 2020 – Folklore
- 2020 – Evermore
- 2022 – Midnights
- 2024 – The Tortured Poets Department
- 2025 – The Life of a Showgirl

### Re-incisioni
- 2021 – Fearless (Taylor's Version)
- 2021 – Red (Taylor’s Version)
- 2023 – Speak Now (Taylor’s Version)
- 2023 – 1989 (Taylor’s Version)

## Tournée
- 2009/10 – Fearless Tour
- 2011/12 – Speak Now World Tour
- 2013/14 – The Red Tour
- 2015 – The 1989 World Tour
- 2018 – Taylor Swift's Reputation Stadium Tour
- 2023/24 – The Eras Tour

## Filmografia

### Attrice

#### Cinema
- Hannah Montana: The Movie, regia di Peter Chelsom (2009)
- Appuntamento con l'amore (Valentine's Day), regia di Garry Marshall (2010)
- The Giver - Il mondo di Jonas (The Giver), regia di Phillip Noyce (2014)
- Cats, regia di Tom Hooper (2019)
- Miss Americana, regia di Lana Wilson (2020)
- Amsterdam, regia di David O. Russell (2022)

#### Televisione
- CSI - Scena del crimine (CSI: Crimine Scene Investigation) - serie TV, episodio 9x16 (2009)
- New Girl - serie TV, episodio 2x25 (2013)

#### Film concerto
- Journey to Fearless, regia di Doy Mischer e Ryan Polito (2010)
- Speak Now World Tour Live, regia di Ryan Polito (2011)
- The 1989 World Tour Live, regia di Jonas Åkerlund (2015)
- Taylor Swift: Reputation Stadium Tour, regia di Paul Dugdale (2018)
- City of Lover, regia di Dan Massie (2020)
- Folklore: The Long Pond Studio Sessions, regia di Taylor Swift (2020)
- Taylor Swift: The Eras Tour, regia di Sam Wrench (2023)

### Doppiatrice
- Lorax - Il guardiano della foresta (The Lorax), regia di Chris Renaud e Kyle Balda (2012)

### Regista

#### Cortometraggi
- All Too Well: The Short Film (2021)

## Riconoscimenti
È una delle artiste più premiate della storia della musica con più di 1630 premi vinti su oltre 2800 nomination.
Possiede una laurea honoris causa in Belle Arti conferitale dalla New York University in virtù della qualità del suo lavoro artistico espresso nel corso della sua carriera. Ha ricevuto il riconoscimento insieme ai laureandi della classe 2022 durante la cerimonia del 18 maggio 2022 presso lo Yankee Stadium; in quell'occasione ha inoltre tenuto un discorso rivolto agli studenti..

## Doppiatrici italiane
Nelle versioni in italiano delle opere in cui ha recitato, Taylor Swift è stata doppiata da:
- Chiara Gioncardi in CSI - Scena del crimine
- Alessia Rubini in Hannah Montana: The Movie
- Veronica Puccio in Appuntamento con l'amore
- Isabella Benassi in The Giver - Il mondo di Jonas
- Martina Felli in Amsterdam
- Sara Giacopello in New Girl

Da doppiatrice è sostituita da:
- Rossa Caputo in Lorax - Il guardiano della foresta